# 2023年のテレビ特別番組一覧
- 2023年のテレビ (日本) > 2023年のテレビ特別番組一覧
- 2023年のテレビ番組一覧 (日本) > 2023年のテレビ特別番組一覧

2023年のテレビ特別番組一覧（2023ねんのテレビとくべつばんぐみいちらん）では、2023年に日本国内で放送されたテレビの特別番組をまとめる。

## 単発特番

### 1月放送
- 1日
  - ファイナリスト芸人が夢の競演!幻の優勝ネタ祭り（テレビ東京）
  - 新春開運!!富士山ぐるっと一周ウォーク（NHK総合）[1]
  - 神の一手を体感!天才棋士たちの名勝負をビジュアル化（NHK総合）
  - 名曲マスター（テレビ朝日）
- 2日
  - THEパニックドライブ 世界のヤバ道トラック野郎の助手席に乗ってみた（1日深夜、テレビ東京）[2]
  - タカトシの新春!秒で里帰り（1日深夜、テレビ東京）
  - ぴったり10万円（1日深夜、フジテレビ）[3]
  - 浜田 大吉 濱家主催 新春ツッコミ芸人総会2023（読売テレビ）[4]
  - 街角ホワイトボード先生（テレビ東京）[5]
- 3日
  - 正月帰省バラエティ!タマげた実家グランプリ（中京テレビ）[6]
  - ウチの子ファンタジー（関西テレビ）[7]
  - 新春!極上グルメに旨い酒 伊勢開運めぐり旅（BSJapanext）[8]
- 4日
  - LIAR VOICE 〜ホンモノを見極めろ〜（東海テレビ）[9]
  - Z世代声優が選ぶ!昭和アニメのスゴい声優50人はこれだ!SP（テレビ朝日）
  - 芸能人が考えた意味がわかると○○ドラマ（テレビ朝日）[10]
- 5日
  - おじさんとおじさん 新春おじさんダービーSP（テレビ朝日）
  - カチヘン（フジテレビ）[11]
- 7日
  - 真夜中の子守歌（6日深夜、日本テレビ）[注 1][12]
  - イッツ・ア・スモーレストワールド（テレビ朝日）[13]
  - 2人の結婚物語 それでは歌ってもらいまSHOW!（毎日放送）[14]
  - 「ふるさと祭り東京2023」presents 日本全国!絶品グルメ女子旅（フジテレビ）
  - 古舘伊知郎のいまさら昭和（BS日テレ・BS日テレ 4K）[15]
- 8日
  - フィルター・ノンフィクション（7日深夜、テレビ朝日）[16]
  - サキドリ!スポーツ2023〜大谷翔平にWBC!水泳にバスケがアツい!新春SP〜（テレビ朝日）
- 13日
  - 林修の『生徒諸クン!』（テレビ朝日）[17]
  - 世界なんでその歌知ってるの?（テレビ東京）[18]
- 14日 - 愛と夢をつかみ取れ!ゴールドアスレチック（TBS）[注 2][19]
- 15日
  - 探せ!クイズゲッターズ（テレビ朝日）[20]
  - タカアンドトシの北海道全力絶景（北海道文化放送）[21][22]
- 21日 - IDEXグループpresents九州女子プロゴルフダブルスNo.1決定戦（テレビ西日本 / FNS九州・沖縄ブロック）
- 22日
  - キャリー・オーバー（日本テレビ）[注 3]
  - 働かざる者食うべからず!なゴハン まかない食べさせてください（日本テレビ）
- 23日 - NEXT KAWAII PROJECT ガチカワコンペ 総集編（MUSIC ON! TV）
- 28日
  - 島でめっちゃ稼ぐ人（長崎国際テレビ）[23]
  - スゴ技ワールドカップ 世界一の達人は誰だ!?（CBCテレビ）[24]
  - わたしの推しごはん 行きつけの店へご案内!（ミヤギテレビ）[25]
- 29日
  - ニッポンのカタチ（日本テレビ）[26]
  - 買い物アト追いで人生をのぞく!年末年始 ソレ、買ってどうする!?（日本テレビ）
  - ありがとう大横綱白鵬 栄光の土俵人生20年 感動の引退相撲大公開（テレビ東京）
  - 岩手と兵庫の絆〜大震災から復興へ〜（サンテレビ）[27]
  - 渋野日向子杯岡山県小学生ソフトボール大会（RSK山陽放送） [28]

### 2月放送
- 4日
  - TV70年!蔵出し映像まつり（NHK総合）[29]
  - サイコロ✕チャリンコ旅 すごろくサバイシクルin宮古島（福岡放送）[30]
  - 美しき捨て方 分解されて生まれ変わりまーす!（テレビ東京）[31]
  - お笑いSDGs王決定戦!（テレビ東京）[31]
  - 波風を立てる男、石原慎太郎〜没後1年 その生き様が日本人に問いかけること〜（フジテレビ）[32]
- 5日
  - あらゆるモノを計測バラエティ!アレコレはかり隊（日本テレビ）[注 3]
  - 船乗りプラネット（毎日放送）[33]
  - 出稼ぎジャパニーズ〜人生激変!行ってよかった憧れの国2023〜（テレビ東京）[注 4][31]
- 8日
  - 池上彰と石井亮次のコロナ1000日カレンダー〜今だから言える私の本音〜（毎日放送）[34]
  - 友近と飯尾が行く!初めての岡崎ふたり旅（CBCテレビ）[35]
- 11日 - 輝き続けるオフコース（BSフジ・BSフジ 4K）[36]
- 12日 - クズで輝け!次世代星屑オーディション（毎日放送）
- 14日 - ヤクルトプレゼンツ もう一度、逢いたくて旅にでた。（日本テレビ）
- 18日
  - 芸能人お悩み解決バスツアー〜逸品発見の旅〜（日本テレビ）
  - 〜急転直下の2択クイズ〜Q階段（TBS）[注 2][37]
  - 新日本フィル創立50周年特別企画 佐渡裕の挑戦〜苦悩を超え紡いだ歓喜（フジテレビ）[38]
  - ナンチャンのこれナンてどうです?（フジテレビ）[39]
  - マヂラブの長崎乗り継ぎの旅（長崎放送）
- 19日
  - 伝説のアナザーネーム〜その名に秘められた変革者たちの物語〜（読売テレビ）[40]
  - テレ東フェムテック委員会（テレビ東京）
  - 地元あるあるでネタづくり! 地産地笑まんざい（メ〜テレ）[41]
- 21日 - 猫の日スタート生放送!What a にゃんだふるワールド（BSテレ東・BSテレ東 4K）[42][43]
- 22日
  - 〜ニッポン超緊急事態シミュレーション〜もしも怪獣が襲ってきたら（TBS）[44]
  - 芸能人最強ランナーは誰だ!?淡路島縦断!24時間ウルトラ山岳マラソン（毎日放送）
- 23日
  - テレビ70 柳田邦男×池上彰×大学生 テレビジャーナリズムを語る（NHK）
  - もう1度見たくなるスポーツ笑撃映像ヤミツキTV（テレビ東京）
  - アイヌの大地を訪ねて 〜継承される伝統儀式〜（テレビ東京）
- 25日
  - 〜これが家なの?超小さな家で〇円生活!!〜タイニーハウスに住んでみた（テレビ岩手）[45]
  - 〜師匠がヌキウチ訪問!〜海の向こうのお弟子サン（TBS）[注 2]
  - Create Presents ブレイキンワールドシリーズ in 北九州 〜Road To PARIS 2024 ダンス人類最強決戦〜（RKB毎日放送）[46]
  - Hi美がとにかくやってみた!（テレビ東京）[47]
  - 長谷川町子没後30年スペシャル「彩り」と「ことば」-時を超えて-（フジテレビ）
  - ジャニーズJr.CHAMP（中京テレビ）[48]
  - この後どうする?密着TV 終わりが始まり（読売テレビ・中京テレビ）[49]
  - 大阪発!30年前のガイドブックで旅してみた（テレビ大阪）

### 3月放送
- 1日 - 〜アーティスト別モノマネ頂上決戦〜俺にアイツを歌わせたら右に出るものはいない（TBS）[50]
- 4日
  - 福岡なんて大っきらい 誰にも知られたくないDEEPな地元SP（TVQ九州放送）[51]
  - 橋本環奈のリベンジ旅（フジテレビ）[52]
- 5日
  - 令和ギャルが記者とニッポンの未来を考えてみた!（4日深夜、フジテレビ）[53]
  - お笑いプレイリスト（日本テレビ）[注 3]
  - スポーツ記者団 こぼれ話〜大谷ダル三笘!取材の裏側大公開SP〜（テレビ朝日）[54]
  - あなたの研究みせてください（テレビ東京）
  - ニッポン全国!あなたの知らない勢力図（フジテレビ）
- 11日 - 社長の晩酌（フジテレビ）[55]
- 12日
  - 坂上・サンドのご当地BET旅in宮城（フジテレビ）
  - ダイアン見取り図のフルフォト〜親の若い頃 子知らず〜（朝日放送テレビ）
- 17日 - メ〜テレ60周年 秋山歌謡祭（名古屋テレビ（メ〜テレ））[56]
- 18日
  - ReC 人狼×ゾンビ 裏切者は誰?（17日深夜、フジテレビ）[57]
  - 〜国民スマホ動画発掘バラエティ〜病みつきキャメラロール（TBS）[注 2][58]
  - ギャクサイセイ（フジテレビ）[59]

- 19日
  - 今日だけ褒めていいですか?（TBS）
  - はたらくWell-beingって、何だ!?by PERSOL（テレビ東京）[61]
  - ハイヒールのめっちゃ女子会♡ 女芸人大集合! ネタをアテにガールズトーク（毎日放送）[62]
- 20日
  - 70年分のスクープ映像一気に見せます!日本が動いた瞬間TOP100（日本テレビ）
  - 推しが我が家にやってくる!（毎日放送）[63]
  - 長州力の街ブラ人生相談 〜お悩みなんてリキ・ラリアットで飛ぶぞ〜（BS朝日・BS朝日 4K）
- 21日
  - コントバラエティ 劇団90001（NHK総合）[64]
  - フット後藤と旅仲間 伊勢志摩のみなさんもクイズ飛び入り参加しま〜す!（テレビ東京）
  - 錦鯉のあなたの街にこんにちは〜!人情・絶景・発見旅（BSテレ東・BSテレ東 4K）[65]
- 22日 - 沢村一樹&竹内涼真がやりたいこと全部やる!1泊2日弾丸OFF旅（テレビ東京）
- 25日
  - 石原さとみが観た“奇跡” 世界が愛したミュージカル「マチルダ」（日本テレビ）
  - ときめきキャッスル〜迫りくるキュンを我慢できますか?〜（TBS）[注 2][66]
  - ニッポン全国スゴ親FILE（テレビ東京）
  - いきなり神演奏〜ストリートピアノバトル〜（フジテレビ）
- 26日 - 燃えろ!番狂わせスタジアム（日本テレビ）[注 3]
- 27日（26日深夜） - とんでもニュースを肴に〜おしゃべり3人とリモート1人〜（フジテレビ）[67]
- 28日 - 人間性カジノ アリベガス（関西テレビ）[68]
- 29日（28日深夜） - バナナキマイラ（日本テレビ）[69]
- 30日 - テレビはどう伝えた?!激動の世界（NHK総合）

### 4月放送
- 1日
  - ようこそアイナナ祭り 人気声優たちの愉快な休日（3月31日深夜、TBS）
  - 出川のアニキ!（3月31日深夜、フジテレビ）
  - おねがい!ワールドディレクターズ（テレビ朝日）[70]
- 2日
  - GPSつけてみた（1日深夜、東海テレビ）
  - 祝50周年!!ガチャピン・ムック誕生日会!みんなともだちSP!（フジテレビ）
- 3日 - ヒトなら解ける!○○画像9uestion（関西テレビ）
- 8日
  - あなたが選ぶ10人のスター（日本テレビ）
  - 追悼特番 ありがとう!ムツゴロウさん（フジテレビ）[71]
- 9日
  - 羽生結弦「プロローグ」〜プロスケーターとしての初の単独アイスショー〜（テレビ朝日）
  - マジシャンVSマジシャン〜禁断の一騎打ち〜（フジテレビ）
- 15日 - 有吉の!みんなは触れてこないけどホントは聞いてほしい話（日本テレビ）
- 16日 - イツマデモツカ（日本テレビ）[注 3]
- 17日 - 芝と国崎とみんなでつくったテレビ（16日深夜、日本テレビ）[72]
- 21日 - 豪華俳優陣が日本縦断 超!!弾丸グルメツアー（TBS）
- 22日 - アノ有名人のココだけ話!側近サミット（TBS）[注 2]
- 23日 - 私の代わりに食べてきて!（日本テレビ）[注 3]
- 29日
  - 奈良岡朋子 〜俳優、75年の旅〜（NHK総合）
  - シンデレラ男子（フジテレビ）
- 30日
  - キャリアハーイ〜いろんな自己ベスト更新の瞬間見せます〜（日本テレビ）[注 3]
  - 0円1泊2日旅〜旅のお金は現地調達!〜（フジテレビ）
  - 麒麟川島のウマおもろいグランプリ京都大笑典（関西テレビ）

### 5月放送
- 3日 - アナテレビ（NHK総合）[73]
- 7日
  - 世界を笑わせろ グローバルコメディアン（日本テレビ）[注 3]
  - 緊急特報!侍ジャパンWBC世界一の熱狂!（テレビ朝日）[74]
- 8日 - 野口聡一・劇団ひとりの 2030月面テレビ（NHK総合）
- 12日 - Live 君の声が聴きたい（NHK総合）
- 14日 - モトタドル（毎日放送）
- 19日 - 作ってるヤツの顔が見てみたい（18日深夜、フジテレビ）[75]
- 20日
  - 一緒にやろう SDGsの日（TBS）
  - THE SECOND 〜漫才トーナメント〜 グランプリファイナル（フジテレビ）[76]
- 21日
  - スターズHOW TO（20日深夜、フジテレビ）
  - イロメガネ（日本テレビ）[注 3]
  - 浅田真央〜新たな挑戦 そして未来へ〜（TBS）
  - 砂場にお宝隠しといたんで探してください（テレビ東京）[注 4]
  - 東野カレンと調べるプロたち（フジテレビ）
- 27日 - レジェンドから君へ（フジテレビ）
- 28日
  - アンタんち〜人生を刺激する!全力応援ハウス〜（日本テレビ）
  - 成田さん、極論ですが…!（毎日放送）

### 6月放送
- 4日
  - THE ラストワン（日本テレビ）[注 3]
  - バタバタ!?癒やし!? 見取り図の弾丸温泉ツアー（あいテレビ / JNN中四国ブロック）
- 11日
  - 天皇皇后両陛下ご成婚30年 支え合い 歩みひとつに（NHK総合）
  - ビッグデータでわかったニッポン人の頭の中（日本テレビ）[注 3]
  - 極城の見取り図〜天下取る前に築城しちゃうぞ!〜（RSK山陽放送）[77]
  - ゴールデンルーキー（フジテレビ）
  - 出川哲朗の不老不死計画（フジテレビ）
  - 追悼特別番組 さようなら 上岡龍太郎さん（朝日放送テレビ）[78]
- 13日 - 沢田研二 華麗なる世界 永久保存必至!ヒット曲大全集（BS-TBS・BS-TBS 4K）[79]
- 15日 - 24時間ナイナイアップデート!!（日本テレビ）
- 16日 - オードリーのどうなるトラベル（テレビ朝日）
- 17日
  - オケカゼ〜桶屋が儲かったのはその風が吹いたからだ〜（16日深夜、フジテレビ）
  - マサかの〜レストラン え〜これウソでしょ（CBCテレビ）[80]
- 18日 - 藤森慎吾のととのえサウナinおおいた（大分放送 / JNN九州・沖縄ブロック）
- 21日 - モストバリュアブル芸能人（日本テレビ）
- 23日 - ステキな変を見つけ出せ!へんサーチ（22日深夜、フジテレビ）
- 24日
  - 1カ月集めてみたミュージアム（テレビ朝日）
  - 令和世代が爆オシ!昭和平成スター列伝（TBS）[注 2]
  - シソンヌのメガネトラック（テレビ東京）
  - 見取り図の九州えぐイイチェーン店!〜コレ見たら絶対九州行きたくなりますやん〜（TVQ九州放送）
  - ケーキのかわり（フジテレビ）
  - プラチナチャンス（フジテレビ）
- 25日
  - 5ライフセイバーズ（日本テレビ）[注 3]
  - 世界水泳福岡ウルトラツアー（テレビ朝日）
  - 武豊 -THE ORIGIN-始まりの地・函館（テレビ東京）
  - 生中継! 沢田研二 LIVE 2022-2023 「まだまだ一生懸命」 ツアーファイナル バースデーライブ!（WOWOWライブ）[81]
- 30日 - バカリズムのなつかCMクイズ あ〜コレ何だっけ?（テレビ東京）

### 7月放送
- 1日
  - ストリートBET（テレビ朝日）
  - アナタはビビらずに見られる?チョコホラーハウス（TBS）[注 2]
- 2日
  - トークで落とせ!大悟の芸人領収書（日本テレビ）[注 3]
  - デビュー60周年 都はるみスーパーライブ〜熱唱!甦る魂の歌声（BSテレ東・BSテレ東 4K）
- 8日 - 専門家の意見が真っ二つ!どうなるでSHOW（TBS）[注 2]
- 9日
  - 長嶋佳代子の夢は夜開く・・・（テレビ朝日）
  - わざわざ行きたい朝ごはん〜なんて朝メシだ!〜（RKB毎日放送）[82]
- 12日 - M_IND（11日深夜、フジテレビ）[83]
- 15日
  - オードリー春日のコスパ道（テレビ朝日）
  - こんナンSDGsどうですか?（テレビ東京）
  - おもしろプレゼンネタNo.1決定戦 笑わせるセールスマン（フジテレビ）
  - 輝き続ける加山雄三（BSフジ・BSフジ 4K）[84]
- 16日
  - 世界珍ツアー大賞（日本テレビ）[注 3]
  - 梅沢ツアーズ（静岡第一テレビ）
  - マジ神クリニック（テレビ朝日）
  - 知って食べたらさらに美味い!ニッポンうまい物語（北海道放送）[85]
- 17日
  - 時空を超えて記念撮影 まちかどタイムワープ（NHK総合）
  - バスケ&ラグビーダブルW杯 スゴさを伝えるから推しを決めて!!SP（日本テレビ）
- 18日 - 熱唱! 森進一 心を揺さぶる魂の歌声（BS-TBS・BS-TBS 4K）[86]
- 29日
  - エナジー注入委員会（TBS）[注 2]
  - 板垣李光人といく英国・テート美術館展の秘密（テレビ東京）
- 30日
  - 超人運動会〜一流アスリート大集合〜（日本テレビ）[注 3]
  - 100歳に聞く。〜人生最高の瞬間〜（テレビ朝日）

### 8月放送
- 5日
  - シェア帰省〜ウチの地元に一緒に帰ろう〜（札幌テレビ）
  - 直撃記者＃お話聞かせてもらっていいですか?（TBS）
  - 物流“Z”〜御用聞きが未来を拓く（テレビ大阪）
  - お台場冒険王2023 はじける夏を一気見せSP（フジテレビ）
  - 岡崎城大花火 生中継2023（テレビ愛知）
- 6日
  - らば〜ず散歩（日本テレビ）
  - 免許失効せいやが行く!一泊二日サイドカーの旅（テレビ東京）[注 4][87]
- 11日 - 生中継 第1回ぎふ長良川花火大会（岐阜放送）
- 13日
  - ワールドモメゴトリポート（日本テレビ）[注 3]
  - 怖いけどタメになる話（テレビ朝日）
- 19日 - まきまきまきの“薪、もらえませんか?”ふれあいキャンプ旅（テレビ東京）[注 5][88]
- 20日
  - 今日から日本人になります!（日本テレビ）[注 3]
  - ジュニア&くっきー!の絶品食材発見ツーリング（テレビ信州）
  - 桑原和男さん追悼番組〜ごめんください!どなたですか 吉本新喜劇の桑原和男です。本当にお疲れさまでした!ありがとう（毎日放送）[89]
- 26日 - 生中継 LIGHTLINE START!!! 芳賀・宇都宮LRTいよいよ開業!（とちぎテレビ）
- 28日 - 笑いと水の祭典!THE水王（TBS）
- 29日 - 天国耳〜叶姉妹さんお聞きください〜（日本テレビ）[注 6]

### 9月放送
- 1日 - 関東大震災から100年 あす巨大地震が来たら（TBS）
- 2日 - 統計から日本を紐解こう!なにナゾJAPAN（BSフジ・BSフジ 4K）[90]
- 3日
  - せっかち勉強〜知らないとヤバイこと〜（日本テレビ）[注 3]
  - 百万長者 地方のバズを発見しちゃった件（福岡放送）
  - なんで、山の主になったんですか?（テレビ朝日）
  - 富士山超LOVERS〜好きすぎて○○しちゃいました〜（静岡放送）
- 9日 - 思わず出ちゃったこんな顔!世界感情バクハツ映像祭（TBS）[注 2]
- 10日
  - 100クエスチョン（日本テレビ）[注 3]
  - 熊川哲也 20年前にやり残した宿題（TBS）
  - 錦鯉と行く1泊2日!何かが起きるクイズ旅（テレビ西日本）
- 11日 - 加藤浩次&中居正広の歴代日本代表256人が選ぶ『この日本代表がスゴい!』ベスト20（日本テレビ）[91]
- 15日（14日深夜） - 駅徒歩いっぷんの家（フジテレビ）
- 16日
  - アート音痴で悪いか?!（フジテレビ）
  - 3人見ればモンジュの知恵（関西テレビ）
- 17日
  - Hulu『神の雫』配信記念!海外ドラマ初主演 密着2年 俳優・山下智久の挑戦（日本テレビ）
  - とみおたち（テレビ朝日）
  - おしゃべり特区（毎日放送）[92][93]
- 18日
  - 蛭子能収さんのお絵かき散歩（NHK総合）
  - 東野幸治の福島移住計画（福島中央テレビ）
  - 倒せ!ドリームチーム（毎日放送）
- 22日
  - チョコレートプラネットの通った事ないサミットSP（テレビ朝日）
  - リクエストラベル〜大泉洋が“あなただけの北の旅”ツアコンしちゃいます〜（NHK札幌放送局 / NHK総合（北海道））[注 7][94]
- 23日
  - ものまねTHEワールド（22日深夜、フジテレビ）
  - 世界ストリートフードジャーナル（TBS）
- 24日
  - SDGsスペシャル「再エネ革命!ニッポンの挑戦」（テレビ朝日）
  - VSS（ストレス）-1グランプリ（テレビ東京）
- 29日 - 高橋純次とややこしい女たち（テレビ朝日）
- 30日
  - カズレーザー vs. スーパークイズ研（NHK Eテレ）[95]
  - 令和版 虎の穴 〜そこに飛び込む理由〜（日本海テレビ）
  - 楽しくニュースを詠む 川柳9会（テレビ朝日）

### 10月放送
- 1日
  - Second School Life（日本テレビ）[注 3]
  - 阿佐ヶ谷姉妹&カズレーザーのそれなら安心だわ（テレビ朝日）
  - #なんかええやん奈良テレビ 開局50周年「ありがとう」を伝える日!笑い飯と一緒にざっくばらんに気ままに笑おう!39市町村&奈良ゆかりのみなさんも登場!新時代の幕開けだぴょん!9時間生放送SP!!（奈良テレビ）
- 6日 - オードリーの真実のクチ（テレビ朝日）
- 7日
  - 1万人が選ぶ!ついに決定!令和vs平成vs昭和アニソンランキング（テレビ朝日）
  - イヴ・サンローラン展 時を超えるスタイル〜冨永愛とたどる3つの革命〜（TBS）
  - サンドウィッチマンの今日、けじめまSHOW（CBCテレビ）
- 8日
  - 目指せ!人生の大逆転!出航!一攫千金船（日本テレビ）[注 3]
  - 時代を超えた本物名曲 教えて!ヴィンテージ・ソング（テレビ朝日）
  - あなたはどっち派? 正反対さんの真逆旅（朝日放送テレビ）
- 9日 - いもと日和（NHK総合）[96]
- 13日 - わが家の給料広げてみた（テレビ朝日）
- 14日 - 明るくなったら動くの禁止!暗闇チャレンジ クラピカ（TBS）[注 2]
- 15日
  - マル日後にわかるホント!（日本テレビ）[注 3]
  - ワールドワイドショー 我が生涯最高リサーチ（関西テレビ）[97]
- 17日 - 松本人志と世界LOVEジャーナル（NHK総合）
- 21日
  - ズバリ!教えまSHOW（日本テレビ）
  - ノリさんのみんな何やってんスか?（テレビ東京）
- 22日
  - 芸能人の知らない芸能人の話（日本テレビ）[注 3]
  - 村と春日 秋の弥彦自転車ふれあい旅 第32回寬仁親王牌世界選手権記念トーナメント（テレビ東京）
- 26日 - ジャニー喜多川性加害問題〜検証報告と今後の対応について〜（テレビ東京）[98]
- 28日
  - ズボラな人でもラクに出来る㊙テク!（TBS）[注 2]
  - 最新医学で健康長寿の謎に迫る!最強アンチエイジング研究所（テレビ東京）
  - 50周年特別企画!!ガチャムクフェス2023!豪華アーティスト大集合SP!（フジテレビ）
  - 中居正広の芸能人!お友達呼んで来ましたグランプリ（フジテレビ）[注 8][99]
- 29日 - リトルエジソン〜若き天才発掘show〜（TBS）
- 30日 - 泊まればわかる!（日本テレビ）

### 11月放送
- 3日 - 北海道ウェルネス旅〜新・千歳発見伝〜（テレビ北海道）
- 4日 - ロッチのハワイ住んじゃう?（テレビ愛知）
- 5日
  - オー!マイゴッド!あなたは誰を信じますか?（日本テレビ）[注 3][100]
  - 禁断の一騎打ち（フジテレビ）
- 6日 - スポーツ中継70年 歴史を変えた瞬間TOP100（日本テレビ）
- 11日
  - 体感!迫力のマルチ画面 〜華麗なる吹奏楽の世界〜（NHK Eテレ）
  - ダイアンの奇跡の安い店 沿線グルメ対決旅!（テレビ東京）[注 5]
  - 光の画家モネを追いかけて〜芳根京子、パリへ行く（フジテレビ）
- 12日
  - 今すぐ知りTIME（日本テレビ）[注 3]
  - テレビ朝日 旧ジャニーズ問題検証（テレビ朝日）[98]
- 14日 - 有吉弘行の脱法TV（13日深夜、フジテレビ）[101]
- 15日 - テレ東60祭!ミュージックフェスティバル2023〜一生聞きたい!昭和・平成・令和ヒット曲100連発〜（テレビ東京）[102]
- 18日
  - 世界未体験ツアー もしもあったら見てみたい!（17日深夜、フジテレビ）
  - テレ東60祭!ちょっといい明日のために応援SP（テレビ東京）
  - ともだちの日（フジテレビ）
- 19日
  - キャラ渋滞系旅バラエティー 渋滞で行こう!（日本テレビ）[注 3]
  - 突撃!神問ハンター（テレビ東京）
- 22日 - QUIZ!初体験人間（CBCテレビ）[103]
- 23日
  - 韓国と日本のおいしい関係（TVQ九州放送）
  - 優勝パレード生中継! 阪神&オリックスどっちも見せますスペシャル（朝日放送テレビ）
  - 阪神タイガース優勝パレードin神戸（サンテレビ）
- 25日 - 1分以内に爆笑を起こせ THE ドッカン王（フジテレビ）
- 26日
  - もしも法律が作れたら?（日本テレビ）[注 3]
  - 北関東の乱。（テレビ朝日）
  - どっちのふるさと?（フジテレビ）
- 30日
  - 加藤浩次&小泉孝太郎の日本イチバン旅（TBS）[104]
  - BSプレミアムがお引っ越し!カウントダウンSP（NHK BS1・BSプレミアム）

### 12月放送
- 1日 - いくらかわかる金?（TBS）
- 2日
  - 俺たちに探せないものはない!名探偵困難（TBS）[注 2]
  - 国民うもレア栄誉賞（フジテレビ）
  - 翔んで埼玉プレゼンツ日本全国!愛すべき逆お国自慢GP（フジテレビ）[注 8]
- 3日
  - モヤモヤ解決バラエティー!!なんなん?（日本テレビ）[注 3]
  - 人生を変えた言葉（RKB毎日放送）[105]
  - 軽キャンで行く!あまり知らない街マップ（テレビ東京）
- 9日
  - おいしい食べ方大調査!食べ方のぞきミール（TBS）[注 2]
  - 田舎くれんぼ 〜人口500人の小さな村でウソ村人に変装せよ!〜（テレビ東京）
  - 極限プレッシャーショー!アナタ言いましたね（フジテレビ）
- 10日 - ハイツ東五反田201（日本テレビ）
- 12日 - 星に願いを〜ディズニー 夢と魔法の100年〜（NHK総合）
- 16日
  - きょう ハレの日、〜文化庁京都移転記念コンサート〜（NHK総合）
  - ライフ・ウィズ・ハーモニー〜夢の共演 ベルリンフィルと97人のアマチュア奏者〜（フジテレビ）
- 17日
  - 世界の芸能人ハウス（日本テレビ）[注 3]
  - ヒロミのお節買い!（日本テレビ）[106]
- 23日
  - 1万人が選ぶ!ついに決定!令和・平成・昭和 お菓子ランキング（テレビ朝日）
  - 今田孝太郎（フジテレビ）[注 8][107]
- 24日 - 『イチローと3人の高校生』〜限界を超えた先の成長〜（TBS）[108]
- 25日 - セーラー戦士 20年目の同窓会（CBCテレビ）[109]
- 26日 - ランジャタイpresentsブチギレ-1グランプリ（テレビ朝日）
- 28日
  - 令和ロマンの娯楽語り「極めて変なテレビ」（テレビ朝日）
  - 億万長者にしかわからない!?クイズ!ザ・ビリオネアクラブ（フジテレビ）[110]
- 29日
  - 小峠くんにスポーツを教えナイト（28日深夜、テレビ東京）
  - 一茂・佳代子に四の五の言いたい女たち!!（テレビ朝日）
  - 超家族チャレンジ（フジテレビ）[110]
- 30日
  - ドラマチックドキュメンタリー〜独占密着!巨人を背負う男達の1年〜（日本テレビ）[111]
  - ただいま!望郷グルメ（テレビ東京）
  - 出川サンド伊達のすばらしきバカ舌貴族の晩餐会（テレビ東京）
  - エスケープアンサー 〜地図から消えた集落 西田村伝説〜（東海テレビ）[110]
- 31日
  - 提供ハリウッドザコシショウ（30日深夜、テレビ神奈川）[112]
  - 相葉ヒロミのお困りですカー?（テレビ朝日）
  - WBC2023ザ・ファイナル（TBS）[113]
  - ジェラシックトーク（フジテレビ）[110]
  - 目指せARE!アスリートvs芸能人ガチ対決&祝ARE!阪神V戦士おもてなしSP（関西テレビ）[114]

## 2回以上放送のシリーズ番組

### 1月放送
- 1日 - 3日 - 新春ドラゴンズ訪問（CBCテレビ）
- 1日
  - 日本で一番早いお笑いバトル! フットンダ王決定戦2023（中京テレビ）[115]
  - 久保みねヒャダ明けましてこじらせナイト寿SP（フジテレビ）
  - 新春!爆笑ヒットパレード2023（フジテレビ）[3]
  - 2023年新春!ニッポン"ふるさと"リレー（NHK総合）
  - おしょうバズTV（テレビ朝日・朝日放送テレビ）※第3弾[116]
  - チバジン what a beautiful life（千葉テレビ）※第2弾[注 9][117]
  - 東野&吉田のほっとけない人（毎日放送）
  - 新井さん家の新年会4（中国放送）
  - さんタク（フジテレビ）[3]
  - もっとめで鷹!ホークス新年会（RKB毎日放送）
  - ウィーン・フィル ニューイヤーコンサート2023（NHK Eテレ）
  - 第31回埼玉政財界人チャリティ歌謡祭（テレビ埼玉）[118]
  - 新春ゴルフバトルSP 2023〜女子プロ・お笑い・アスリート!大集結〜（BS-TBS・BS-TBS 4K）
  - 中村勘九郎 中村七之助 中村鶴松 華の新春KABUKI2023（BSフジ・BSフジ 4K）
  - 笑いの王者が大集結!ドリーム東西ネタ合戦2023（TBS）[119]
  - 木梨目線! 憲sunのHAWAII15（BSフジ・BSフジ 4K）
  - 新春!よしもと大爆笑2023（サンテレビ）
  - あたらしいテレビ2023（NHK総合）
- 2日 - 4日（1日 - 3日深夜） - 年貢芸人 第3弾 お正月三夜連続SP（読売テレビ）[120][121]
- 2日
  - 阿佐ヶ谷アパートメント 新春SP（NHK総合）※レギュラー終了後
  - SONGS OF TOKYO FESTIVAL2022（NHK総合）
  - 初春江戸のにぎわい〜歌舞伎生中継〜（NHK Eテレ）
  - 夢対決2023 とんねるずのスポーツ王は俺だ!!5時間スペシャル（テレビ朝日）[122][116]
  - 芸人シンパイニュース! M1決勝㊙ウラ側密着SP（テレビ朝日）
  - 家族愛が爆発だ!お正月スペシャル（毎日放送）※第2弾
  - 新春!お笑い名人寄席（テレビ東京）
  - チマタの噺正月SP（テレビ東京）
  - 伊勢神宮舞楽（東海テレビ）[3]
  - お笑いオムニバスGP（フジテレビ）[3]
  - 夜の顔（フジテレビ）[3][注 10]
  - 新春!オールよしもと初笑いスペシャル（朝日放送テレビ）
  - 中川家の笑う大須演芸場 〜正月は名古屋からも初笑いSP〜（テレビ愛知）
  - あんたがたどこ高?2 〜福岡県人で集まって高校時代を語ろうSP〜（RKB毎日放送）
- 3日
  - THE 的中王 2023（2日深夜、中京テレビ）
  - 新春生放送!東西笑いの殿堂2023（NHK総合）
  - 第65回NHKニューイヤーオペラコンサート（NHK Eテレ）
  - 成田屋に、ござりまする。（日本テレビ）
  - 内村&さまぁ〜ずの初出しトークバラエティ 笑いダネ（日本テレビ）
  - 新春 芸能人対抗駅伝（テレビ東京）
  - 決定!第31回FNSドキュメンタリー大賞（フジテレビ）
  - 宮川大輔 瀬戸の無人島でマジなやつやん!（テレビ新広島）[3]
  - 二宮ん家（フジテレビ）[3]
  - ここにタイトルを入力（フジテレビ）[3]
  - 新春!ミヤネのナンバーワン（関西テレビ）[123]
  - カンニングのDAI安☆吉日!〜一世を風靡した鉄板芸スペシャル 2023（BSフジ・BSフジ 4K）
- 3日・12日[注 11] - おもてなしプレゼン合戦 芸人アテンダーバス（TBS）[124][125]
- 4日
  - 世界法廷ミステリー 「イチケイのカラス」コラボSP（フジテレビ）[3]
  - 春一番!笑売繁盛2023（毎日放送）
  - 大激論!どうなる関西経済〜財界フォーラム2023〜（朝日放送テレビ）
  - 第64回中部財界人新春サロン（CBCテレビ）
- 5日 - 嘘。-欺きファイトクラブ-（読売テレビ）[注 6][注 12][126]
- 6日 - メイドインジャパン!（TBS）
- 7日
  - 春菜ザキさんのタダの通販じゃねーよ!新春SP（6日深夜、テレビ朝日）※レギュラー終了後
  - お笑い成人式2023（BSフジ・BSフジ 4K）
- 8日
  - ギャル&ピース〜ギャルが過酷ロケしたら神展開SP〜（7日深夜、フジテレビ）※レギュラー終了後[3]
  - 超プロ野球 ULTRA（読売テレビ）[127]
- 9日
  - 3分ドキュメンタリー（NHK総合）※第3弾
  - お取り寄せ不可!? 列島縦断 宝メシグランプリ 2023（NHK総合）
  - さんま・玉緒のお年玉!あんたの夢をかなえたろかSP2023（TBS）
- 10日 - クイズ!丸をつけるだけ（NHK総合）※第2弾、パイロット版[注 13][128]
- 11日・18日（10日・17日深夜） - にたもの3組（フジテレビ）[注 14]
- 14日 - やぶからディッシュ〜いま一番食べたい一皿食べに行きませんか?〜（テレビ朝日）[129][130]
- 15日
  - じわじわくる映像アワード（日本テレビ）
  - ホノルルマラソン 第50回記念大会（TBS）
  - ASKA SPECIAL〜音楽の盟友たち〜（テレビ東京）[注 15]

- 21日
  - 歯無しのグルメ〜噛まずにとろける美味い店〜（TBS）※第2弾[注 2][131]
  - 第32回JNN企画大賞 島を旅する 世界遺産奄美大島（南日本放送 / JNN28局）[132]
  - 環境クライシス 〜嘆きの島々と崩壊する海〜（フジテレビ）※第4弾[133][134]
  - ものまね師弟バトル MANE-1（フジテレビ）※第2弾[注 8][注 16][135]
- 22日 - 平尾昌晃チャリティゴルフトーナメント2022（TOKYO MX1）
- 24日・31日（23日・30日深夜） - 解禁モンスター（テレビ東京）[注 17]
- 28日
  - クイズ!倍買（TBS）[136]
  - 羽田美智子 長崎こころの旅〜継承のバトン〜（テレビ長崎）
- 29日
  - tbc開局70周年記念 サンドのこれが東北魂だ 常磐道を北上せよ!12年目の福島・宮城（東北放送）[137]
  - 新章突入!日本プロ野球名球会2023（BS日テレ・BS日テレ 4K）

### 2月放送
- 2日 - 見取り図の間取り図ミステリー（読売テレビ）※第3弾[138]
- 2日・9日 - 賢者の赤ペンレビュー 銭バカさん（TBS）[注 11][139]
- 3日（2日深夜） - 爆チュー問題コント祭（フジテレビ）
- 4日 - 地球HEROES 2023〜最北・最南の地で…神秘の生態系を守れ〜（フジテレビ）※第3弾[134]
- 5日
  - 池上彰が潜入取材!どうなる!?リニア新幹線（静岡朝日テレビ）[140]
  - 経済スペシャル サバイバーズ〜激流の時代を生き延びろ!〜（テレビ東京）[31][141]
  - 走る町工場!チョコプラのぶらり溶接の旅（テレビ東京）[31][142]
- 7日・14日（6日・13日深夜） - カマシ愛（テレビ東京）[注 17]
- 8日・15日（7日・14日深夜） - オスケバ〜オモシロ・スマホ・ケンサク・バトル（フジテレビ）[注 14][143]
- 11日(EX他)、12日(ABC他) - 第37回民教協スペシャル 私の中のかけらたち 〜虐待を生きる22歳〜（信越放送 / 民教協加盟33局）[144]
- 11日
  - 有吉弘行の故郷に帰らせていただきます。〜地元でこんなに驚いちゃったよ〜（中国放送）※第2弾[注 18][145]
  - アレオレII（フジテレビ）[注 19]
- 12日
  - ゴルフの祭典!!おぎやはぎの「ナイスショットです。」（日本テレビ）※第2弾[注 20][146]
  - 世界のヤバすぎ!?プライスクイズ（東海テレビ）※第2弾[147]
  - アンタッチャブルのおバカワいい映像バトル（フジテレビ）
  - マー君の冬休み7（BS-TBS・BS-TBS 4K）
- 12日(BS1)・23日(G) - “新発見”と“新体験”テレビとスポーツの70年（NHK BS1・総合）[29]
- 18日・19日（17日・18日深夜） - ラジオがテレビをジャック!オールナイトニッポン55時間SP（フジテレビ）[148]
- 18日
  - 修造&一茂のイミシン（テレビ朝日）
  - ザ・ベストワン3時間SP（TBS）
  - ぼくらの青春軽音楽部 2nd（テレビ大阪）[149]
  - 千原キャスティング株式会社（関西テレビ）※第7弾[150]
- 19日
  - 羽鳥×指原 ご当地!推しメシツアー それ東京でも食べられますけど!（九州朝日放送）※第2弾[151]
  - 全国ボロいい宿〜仰天!人気のワケを聞いてみた〜（北海道放送）※第4弾[152][153]
  - 陣内バカリの最強ピンネタ20連発SP（関西テレビ）※シリーズ第4弾
- 20日 - 痛快TV スカッとジャパン（フジテレビ）※レギュラー放送終了後初[154][155]
- 22日
  - サンドどっちマンツアーズ（NHK総合）※パイロット版第2弾
  - 1番持ち寄りバラエティ 我がMAX（日本テレビ）
  - CIAOちゅ〜る presents オールねこ感謝祭!!ニャン♪にゃん♪オフ会2023（BSテレ東・BSテレ東 4K）[42][156]
  - ネコにゃん 〜子猫はじめて体験物語2023〜（BSテレ東・BSテレ東 4K）[42][157]
  - 猫のこと、ちゃんと考える 〜猫の幸せ 私の幸せ〜（BSテレ東・BSテレ東 4K）[42][158]
- 23日
  - 第55回NHK福祉大相撲（NHK総合）
  - 京都マラソン2023 コース周辺はうまいモンだらけ!?マワラナソン!（毎日放送）
- 25日
  - 最初にかえるひと（日本テレビ）[注 21]
  - 皇室スペシャル2023（フジテレビ）
  - 有吉ダマせたら10万円（フジテレビ）[注 8]

- 26日
  - 鉄オタ選手権 2時間SP!鉄道開業150年&JR東日本・新幹線の陣（NHK総合）
  - ロンブー淳のド田舎ハッピープラン #これが私の移住スタイル（信越放送）
  - 帰って来ちゃった熱烈!ホットサンド!SP2（札幌テレビ）[注 22]

### 3月放送
- 1日 - ロバート×森三中の気ままに日帰り旅in新潟（新潟テレビ21）※第4弾
- 4日(8)・11日(9) - 日本史の新常識（BSフジ・BSフジ 4K）
- 4日
  - ハロー!ちびっこモンスター 春スペシャル パパのこと好きですか?（NHK Eテレ）
  - 白鵬ドキュメント 不滅の白鵬（TBS）※第12弾
- 5日
  - 大悟の忖度なき提言（テレビ朝日）※第2弾[注 23][164]
  - 日本⇒インド洋27000km!巨大客船に乗せてもらいましたSP（テレビ東京）[注 4]※第4弾
  - 東京マラソン2023 情熱ランナーを「新しいカギ」が大応援!（フジテレビ）
  - 動物さまの言うとおり 世界がザワつく!最新アニマル研究SP（テレビ静岡）※第3弾
  - 日本全国!こんな所にスゴイ人 銅像スター調査隊!（東海テレビ）
- 6日・13日（5日・12日深夜） - カベポスターの推し活応援バラエティ あなたより○○のこと知ってます!（関西テレビ）[165]
- 8日・15日（7日・14日深夜） - ステキな二番煎じ!!（フジテレビ）[注 14][166]
- 9日 - ゆずTVショウ 25+ 〜ハジマリバス〜（NHK総合）[167]
- 10日 - 第46回日本アカデミー賞授賞式（日本テレビ）
- 12日
  - 密着12年!山の上の大家族本多さんチが日本テレビにやってきたぁ（日本テレビ）
  - 〜手書きMAPで街探検〜地図にナイナイTOWN（テレビ朝日）※第2弾[注 24]
  - 令和4年度 こども音楽コンクール（TBS）
  - 第43回丹波篠山ABCマラソン 〜4年ぶり!戻ってきたこの景色〜（朝日放送テレビ）
  - 名古屋ウィメンズマラソン2023〜家族・仲間に届ける42.195キロ〜（東海テレビ）
- 18日
  - 話題の企業に突撃取材!我が社にタレント監督がやって来た（TBS）※第7弾
  - 名曲!ジェネチェンFES（フジテレビ）[注 8]※第2弾[注 25]
- 19日
  - 大改造!!劇的ビフォーアフター 2時間SP（朝日放送テレビ）
  - 第12回ytv漫才新人賞決定戦（読売テレビ）[168]
  - タカアンドトシのどぉーだ!復活SP〜JRタワー20周年ついでにUHBも50周年!〜（北海道文化放送）[169]

- 20日
  - OSAKAラフウォーズ2023（19日深夜、テレビ大阪）[170]
  - 東洋医学 ホントのチカラ 心と体を整えるSP（NHK総合）
- 21日・28日（20日・27日深夜） - 田舎に髪を切りに行く（テレビ東京）[注 17]
- 21日 - PLEIADES presents 旅立ちの日2023（九州朝日放送）※第2弾
- 22日 - 日テレ系音楽の祭典 Premium Music 2023（日本テレビ）[171]
- 24日 - 一発でわかる!神図解（テレビ朝日）[注 26]
- 25日 - プロ野球開幕直前!どっちの解説SHOW（BS日テレ・BS日テレ 4K）
- 26日
  - 未来を耕す 第52回日本農業賞 〜受賞者たちの挑戦〜（NHK Eテレ）
  - 兼近&真之介のメシドラ（日本テレビ）※第2弾、パイロット版[注 27]
  - 謎解き日本一決定戦X 2023（毎日放送）[172]
  - 卒業RECORD #ソツレコ（毎日放送）
  - 漫才マン2023（関西テレビ）
  - 今田美桜 Fのミライ2023（九州朝日放送）[173]
- 29日 - ガンバレ!引っ越し人生 2023春（NHK総合）※第5弾
- 30日 - アウト×デラックス2023 マスクとアウトは個人の判断に任せまSP（フジテレビ）[174]
- 31日 - あなたの知らない あなたが生まれた日（テレビ朝日）※第2弾

### 4月放送
- 1日 - 090-電話番号-持ち主は有名人（テレビ東京）※第2弾[175]
- 2日・16日（1日・15日深夜） - 本気でKep1erランド（テレビ朝日）[176]
- 2日 - 妖怪ランキング大百科（フジテレビ）※第2弾[174]
- 7日 - ニュースそこだけファイル 〜今とのギャップがスゴ過ぎ映像SP〜（TBS）※第3弾[177]
- 9日 - 霜降り風磨の賛否アリマス（日本テレビ）[注 3]
- 11日 - サンドウィッチマンの憧れのガチ勢さん!（TBS）※第2弾
- 16日
  - マイナビキャリア甲子園 高校生が拓く新時代（テレビ東京）
  - 迷惑トラブル最前線! スゴ腕弁護士にSOS!ご近所迷惑トラブルを解決せよ（テレビ東京）※第2弾[注 4]
  - 運搬千鳥 それ、どうやって運ぶんじゃ?（東海テレビ）※第4弾
  - ジャイアンツ選手会 心の交流SP 岡本・大勢も大活躍!全国の子供たちに夢を（BS日テレ・BS日テレ 4K）
- 20日 - THE5連覇無双（読売テレビ）
- 22日
  - 林修×スポーツ×SDGs（テレビ東京）※第2弾
  - さんまの東大方程式 3年ぶりの復活SP!（フジテレビ）[注 8][178]
- 26日 - 相葉雅紀の人生クイズ（テレビ東京）
- 30日 - 憲法記念日特集（NHK総合）

### 5月放送
- 3日
  - ゲストへのアンケートは全部ブレーン芸人が考えました（フジテレビ）
  - 横浜開港記念みなと祭 国際仮装行列 第71回ザ よこはまパレード（テレビ神奈川）
- 4日・11日・18日 - 不夜城はなぜ回る（TBS）[注 11]※レギュラー終了後[179]
- 4日
  - 1日1便 乗ってきました（日本テレビ）※第4弾[180]
  - 最強大食い王決定戦2023〜世界ナンバー1は誰だ!?大食い頂上決戦SP（テレビ東京）
  - 皇室GWスペシャル（フジテレビ）
  - SNSをかいくぐれ（フジテレビ）※第2弾
- 5日 - 君の声が聴きたい -“考える”をはじめる-（NHK総合）

- 6日
  - 第52回 広告大賞（フジテレビ）
  - ザ・マジックシアター（BSフジ・BSフジ 4K）

- 13日、27日 - 実験ジャパン（TBS）[注 2]
- 14日 - 歌のシン・トップテン（日本テレビ）※第2弾[注 3]
- 17日 - 佐藤健&千鳥ノブよ!この謎を解いてみろ!（TBS）※第5弾
- 20日 - 日本ダービー2023〜夢舞台への軌跡〜（テレビ東京）
- 21日 - 未来スクリプト 世界を変える「物語」のチカラ（テレビ東京）※第2弾
- 22日 - 人生が変わる1分間の深イイ話（日本テレビ）
- 23日 - 世界ムチャぶりトラベラー（フジテレビ）※第2弾
- 27日
  - ハモネプ2023大学日本一決定戦!アカペラ青春フェスSP（フジテレビ）[注 8][182]
  - 第58回上方漫才大賞（関西テレビ）[183]
- 28日
  - 超!声優通販バラエティー イケボdeポシュレww 第3弾（27日深夜、日本テレビ）
  - 歩いて稼ごう!1歩1円（北海道放送）※第3弾[184]
  - THEプラチナリスト〜スターが生まれた伝説の名簿〜（TBS）※第2弾[185]
  - クイズ!ドコノゴハン〜舌から学ぶニッポン〜（関西テレビ）※第3弾[186]
- 30日 - 一攫千金!宝の山（日本テレビ）※第4弾

### 6月放送
- 3日 - 地球の未来ストーリー 日本がつなげる世界のスマイル（中京テレビ）
- 4日 - 終着駅からはじめちゃう?!〜満腹&ハプニング!サンドも仰天ローカル線〜（仙台放送）※第6弾[187]
- 8日・15日 - 良い子はマネしないでねバラエティ 特殊な訓練受けてますので!（TBS）[注 11]
- 9日 - 第53回NHK上方漫才コンテスト（NHK大阪放送局 / NHK総合（近畿2府4県））[188]
- 10日
  - 第73回全国植樹祭いわて2023（NHK盛岡放送局 / NHK総合）
  - 地球環境大賞2023（フジテレビ）
  - ひろしまフラワーフェスティバル花の総合パレード（中国放送）
- 11日
  - 熱狂!YOSAKOI 絶叫!ソーラン2023（札幌テレビ）
  - 独占生放送!YOSAKOIソーラン2023 ファイナル（テレビ北海道）
- 12日・13日 - 日本歌手協会・歌の祭典2023（BSテレ東・BSテレ東 4K）
- 17日
  - 6男7女15人大家族!うるしやま家最大の危機スペシャル!（フジテレビ）
  - カミオト-上方音祭-（読売テレビ）※第3弾[189]
- 18日 - 特級激レア食材大捜索!ごちそうハンター（東海テレビ）※第3弾
- 20日 - バカリ山内の笑にもすがる（関西テレビ）※第2弾
- 22日・29日
  - 座持ち動画GP（読売テレビ）[注 6]
  - お笑いエスポワール号（TBS）[注 11][190]
- 23日
  - 令和5年沖縄全戦没者追悼式（NHK沖縄放送局 / NHK総合）[注 28]
  - もしも、この町に住んだら（テレビ東京）※第3弾
- 25日
  - 第52回NHK講談大会（NHK Eテレ）
  - ビーバップ!ハイヒール復活SP（朝日放送テレビ）
- 27日 - クイズ!国民一斉調査（日本テレビ）
- 28日
  - いきざま大図鑑（日本テレビ）
  - テレ東音楽祭2023夏〜思わず歌いたくなる!最強ヒットソング100連発〜（テレビ東京）[191]
- 29日 - 口を揃えた怖い話（TBS）※第4弾

### 7月放送
- 1日
  - 決定!こども将棋名人（NHK Eテレ）
  - THE MUSIC DAY 2023（日本テレビ）[192]
  - ケンコバカレー部 極上レトルトプロジェクト（テレビ北海道）
  - あっぱれさんま大先生2023同窓会スペシャル（フジテレビ）[193]
- 2日 - 爆笑問題の深海WANTED（テレビ静岡）※第9弾
- 6日・13日 - 一撃必撮BAKAムービー（読売テレビ）[注 6]
- 8日
  - 旅する相棒（テレビ朝日）
  - 中居正広のプロ野球魂〜やっぱり野球ってすげぇな!オールスター直前SP〜（テレビ朝日）
  - ツギクル芸人グランプリ2023（フジテレビ）[194]
  - 令和五年大相撲名古屋場所前夜祭（CBCテレビ）
- 9日
  - タカアンドトシの“北海道礼文島上陸”今夜、宿ナシ二人旅（北海道文化放送）[195]
  - 第44回ABCお笑いグランプリ（朝日放送テレビ）[196]
  - ハウスうまかっちゃんスペシャル オッショイ!!博多っ子山笠（RKB毎日放送）
  - 世界水泳福岡2023勝手に応援番組 〜水を得た秋山〜勝手に拡大スペシャル（九州朝日放送）
- 10日 - THEグレートアンサー（毎日放送）※第4弾
- 11日
  - アドリブ推理ドラマ（日本テレビ）※第2弾[注 6]
  - ニッポン視察団! 今、外国人が押し寄せる「江戸・東京」感動名所ベスト20発表SP!（テレビ朝日）
- 12日 - 真夏の絶恐映像 日本で一番コワい夜（テレビ東京）[注 29]
- 13日 - オンナの出口調査（フジテレビ）

- 15日
  - ヒロミ☆あさこの昭和平成の懐かしスターを直撃!令和のバカ売れ商品をお届けSP（日本テレビ）
  - 音楽の日2023（TBS）[199][200]
  - 4K生中継!伊勢神宮奉納花火2023（BS-TBS・BS-TBS 4K）
- 16日 - 坂上忍の勝たせてあげたいTV〜第2の人生劇的チェンジSP（日本テレビ）
- 17日（前祭）・24日（後祭） - 生中継 祇園祭山鉾巡行 2023（KBS京都・BS11）
- 17日
  - 潜れ!さかなクン〜ギョギョギョ 沖縄やんばるスペシャル〜（NHK総合）
  - 世界!旅々さまぁ〜ず in台湾（テレビ愛知）※第5弾
- 18日 - あなたはこの衝撃に耐えられる?ワールドドキドキビデオ（日本テレビ）※第10弾
- 21日（20日深夜）・28日（27日深夜） - あらびき団2023夏〜みんなで笑おう!真夏の2週連続30分SP〜（TBS）
- 22日〜23日 - FNS27時間TV 鬼笑い祭（FNS27局[注 30]）[201][202]
- 22日
  - サマステ開幕SP（テレビ朝日）
  - 霜降り明星の校内放送ジャック（テレビ東京）※第2弾
  - お台場冒険王2023 開幕特番（フジテレビ）
  - 浴衣de漫才2023（関西テレビ）
- 25日 - 天神祭2023 復活!なにわ彩る夏花火（テレビ大阪）[203][204]
- 26日 - 日本一の海中空大花火!ぎおん柏崎まつり海の大花火大会中継（BSフジ・BSフジ 4K）
- 29日 - アサヒビールスペシャル 独占生中継 隅田川花火大会2023（テレビ東京）[205][206]
- 30日 - もしもツアーズSP（フジテレビ）
- 31日 - サントリードリームマッチ2023（BS日テレ・BS日テレ 4K）

### 8月放送
- 4日 - れいわのへいわソング（NHK広島放送局 / NHK総合〈中国5県〉）

- 5日
  - スゴい偉人のヤバい話〜輝け!世紀のヤバデミー賞〜（東海テレビ）※第2弾
  - なにわ淀川花火大会生中継2023（テレビ大阪）
- 6日（5日深夜）・20日（19日深夜） - Cafe GREEN APPLE〜ミセスLOVERが集う店〜（テレビ朝日）

- 6日 - ブラマヨ小杉の!おきなわ激レア★アドベンチャーin宮古・伊良部島（琉球放送 / JNN九州・沖縄ブロック）
- 7日 - アンタに100万円（テレビ朝日）
- 8日 - 生中継 2023 びわ湖大花火大会〜夏のシガリズム〜（びわ湖放送・KBS京都・BS11）

- 9日 - 夏の富士五湖をめぐる!すごろく旅NEO バス&鉄道で大月〜河口湖へ（テレビ東京）[注 29]

- 11日
  - おふくろフリーズドライ（テレビ東京）※第3弾
  - 第27回水と緑の物語（九州朝日放送）
- 12日
  - ライブ・エール（NHK総合・BS4K・BS8K）
  - つなぐ、つながるSP 戦争と子どもたち 2023⇒1945（TBS）
  - 長野クンさかなクン港はしご旅（テレビ東京）※第6弾[注 5]
- 13日
  - 僕たちは戦争を知らない〜戦禍を生きた女性たち〜（テレビ朝日）
  - やすとも×中川家の旅はノープラン2023（読売テレビ）
- 15日
  - 令和5年全国戦没者追悼式（NHK総合）
  - はじめまして!一番遠い親戚さん（日本テレビ）※第7弾
  - 4K生中継!第75回諏訪湖祭湖上花火大会（BS-TBS・BS-TBS 4K）
- 16日
  - おもしろ結婚維新〜愛に生きる!?幕末明治ロマンス〜（テレビ山口・南日本放送）※第8弾[209]
  - 生中継!京都五山送り火2023（KBS京都・BS11）[210][211]
- 19日
  - ダンススタジアム2023夏〜高校ダンス部日本一決定戦〜（フジテレビ）
  - 東北の夜空に咲き誇る!4K生中継!第30回赤川花火記念大会2023（BS朝日・BS朝日 4K）
- 20日
  - 世界で一番怖い答え（19日深夜、フジテレビ）
  - 鶴瓶サンドの夏旅（関西テレビ）※第5弾
- 21日 - コンテナ全部開けちゃいました!（NHK総合）

- 26日・27日 - JIG-SAW THE 8 MEN 'S チャリティマッチプレーゴルフ2023 IN 川奈（BSフジ・BSフジ 4K）[213]
- 26日
  - 第35回全日本高校・大学ダンスフェスティバル（神戸）（NHK Eテレ）
  - Pascoプレゼンツ 新天才クイズ〜2023夏〜（CBCテレビ）[214]
  - 生中継!秋田大曲全国花火競技大会2023（NHK BSプレミアム）
- 27日 - 今夜決定!どまつりTHE FINAL生放送（テレビ愛知）
- 30日
  - Iwataniスペシャル 鳥人間コンテスト2023（読売テレビ）[215]
  - かごしま錦江湾サマーナイト大花火大会（南日本放送）
- 31日 - #8月31日の夜に。（NHK Eテレ）

### 9月放送
- 2日
  - ジャイアンツカップが教えてくれたこと〜中学野球日本一決定戦2023（日本テレビ）
  - 福岡上陸!ノブコブ吉村のぱくTube〜有吉弘行参戦篇〜（RKB毎日放送）[216]
  - 池上彰と考える!巨大自然災害から命を守れ 災害とともに生きる知恵（メ〜テレ）
- 3日 - やすしきよしの夏休み2023（関西テレビ）
- 5日 - 中森明菜 女神の熱唱2 ザ・ベストテン不滅の歌声（BS-TBS・BS-TBS 4K）[注 32][217]
- 6日 - ハイウェイSA&PA対決旅 横浜から行くぞ国宝犬山城340km!（テレビ東京）[注 29]
- 8日 - 高校生クイズ2023 第43回全国高等学校クイズ選手権（日本テレビ）[218]
- 9日・16日 - バレーボールLOVERS（フジテレビ）
- 9日 - 世界最大級の四尺玉花火が舞う片貝まつり奉納花火生中継（BSフジ・BSフジ 4K）

- 15日（14日深夜）・22日（21日深夜） - 春日ロケーション 〜春日プロデューサーの旅番組〜（日本テレビ）
- 16日 - 中居大悟と言いたい女（TBS）[注 33]
- 17日
  - 第39回全国小学生陸上競技交流大会（NHK Eテレ）
  - 第42回全国豊かな海づくり大会 北海道大会（NHK釧路放送局 / NHK総合）
- 18日 - 20th 佐渡裕とスーパーキッズ・オーケストラ2023〜受け継がれるバトン〜（毎日放送）
- 20日 - 解禁!音楽番組名シーンランキング THE 神うた（日本テレビ）※第2弾
- 24日
  - 1.5℃の約束 いますぐ動こう、気温上昇を止めるために（NHK総合）
  - 藤井貴彦のザ・ファクトチェック（日本テレビ）※第2弾[注 3]
  - 超スゴ!自衛隊の裏側ぜ〜んぶ見せちゃいます!（テレビ東京）※第6弾
  - 未来を変える!没頭ガール（関西テレビ）
  - 福岡マーチングバンド&バトンフェスティバル2023（RKB毎日放送）
- 26日 - 不思議体験ファイル 信じてください!!（関西テレビ）[223]
- 28日 - 憲武 フミヤ ヒロミの突撃!仲間のスターん家（フジテレビ）※7年ぶりに復活[223][224]
- 29日〜10月1日 - FUJI ROCK FESTIVAL '23 完全版（フジテレビNEXT ライブ・プレミアム）[225]
- 30日 - スモール3（フジテレビ）[注 8][223]

### 10月放送
- 1日
  - 決定!こども囲碁名人 第44回全国少年少女囲碁大会（NHK Eテレ）
  - サンドウィッチマンの渋谷に井戸を掘る!（テレビ東京）[注 4]
  - 中川家とありガチ勢（読売テレビ）
  - アドリバー（読売テレビ）
- 7日 - ようこそ運ダーランド〜最強運No.1決定戦2023秋〜（東海テレビ）[223]

- 8日 - ナマ虎SP!タイガースV感謝祭!アレの先まで突っ走れ（テレビ大阪）
- 9日 - 知らないのは主役だけ（関西テレビ）※第2弾
- 11日 - 小泉孝太郎&ムロツヨシ 自由気ままに2人旅（フジテレビ）※第5弾[226]
- 15日 - あのちゃんねる（テレビ朝日）
- 21日 - お笑いの日2023（TBS）[227]
- 22日 - お直しJAPAN（テレビ東京）[注 4]

- 28日
  - いしかわ百万石文化祭2023 開会式（NHK金沢放送局 / NHK総合）
  - 一年で1番アツい秋 全日本大学女子駅伝直前SP（日本テレビ）
- 31日 - 第23回わが心の大阪メロディー（NHK大阪放送局 / NHK総合）[230]

### 11月放送
- 4日
  - 漁港のヒミツメシ! 生マグロ生カツオ祭り（ミヤギテレビ）
  - 長谷工グループスポーツスペシャル あす号砲!全日本大学駅伝（BS朝日・BS朝日 4K）
- 5日 - 日本作曲家協会音楽祭2023（BSテレ東・BSテレ東 4K）[231]

- 12日 - あたりまえにありがとう!（テレビ東京）
- 13日（12日深夜） - 東寺音舞台（毎日放送）[232]
- 15日 - 密着26年!大家族石田さんチに新たな命が誕生!〜人生は続くよ、どこまでもSP〜（日本テレビ）
- 16日 - ベストヒット歌謡祭2023（読売テレビ）[233]
- 18日（17日深夜） - 第34回高松宮殿下記念世界文化賞（フジテレビ）
- 26日 - 誰も知らない明石家さんま（日本テレビ）※第9弾[234]
- 28日 - THE MAGIC オールジャンル日本一決定戦2023（東海テレビ）

### 12月放送
- 2日
  - 日テレ系音楽の祭典ベストアーティスト2023（日本テレビ）[235]
  - 石ちゃんのビーフ天国（北海道放送）※第4弾[236]
- 3日
  - おしろツアーズ リアルを深掘り!オモシロ名城旅（東海テレビ）
  - Joshin PRESENTS 虎バンSP 阪神タイガースファン感謝デー2023（朝日放送テレビ）
- 4日（3日深夜） - 森保一と世界一へ（テレビ静岡）
- 5日・6日・7日 - 日本歌手協会・歌謡祭（BSテレ東・BSテレ東 4K）
- 7日 - 中居正広のプロ野球珍プレー好プレー大賞2023（フジテレビ）[237]
- 9日
  - 女芸人No.1決定戦 THE W 2023 決勝（日本テレビ）※第7回[238][239]
  - LIFE IS MONEY〜世の中お金で見てみよう〜（テレビ東京）
  - 上田晋也のトーク検定!今年話題の芸人20人&出川ヤバイ実話SP（フジテレビ）[注 8]
  - 第56回日本作詩大賞（BSテレ東・BSテレ東 4K）
- 10日
  - 2023NHKフィギュア 総集編 きらめく銀盤 歓喜の陰で（NHK総合）
  - インテリ芸能人とロケしたら想像以上にウザかった（関西テレビ）

- 11日 - あなたは知ってる?知らない? 超レア映像遺産ショー〜日本テレビ70年の映像から大捜索〜（日本テレビ）※第2弾[注 34][241]
- 13日 - フジ芸人ロックフェス（フジテレビ）
- 15日 - 悪い奴らは許さない!!警察魂2023〜現代のヤミを撲滅SP〜（日本テレビ）
- 16日
  - 私とチェロと音楽と〜第92回日本音楽コンクール〜（NHK Eテレ）
  - サントリー1万人の第九 ひびきあう夢〜MORE THAN MUSIC〜（毎日放送）[242][243]
- 17日
  - TVチャンピオン3（テレビ東京）※15年ぶりに復活[注 4][244]
  - 中川家&かまいたちのラブネタ2023（毎日放送）※第3弾[245]
- 19日 - HAPPYクリスマスおもちゃ屋MISIA（日本テレビ）[注 6]
- 21日 - 歌唱王〜歌唱力日本一決定戦〜2023（日本テレビ）
- 22日 
  - 爆笑問題の検索ちゃん 芸人ちゃんネタ祭りスペシャル 2023（テレビ朝日）
  - 爆笑!明石家さんまのご長寿グランプリ2023（TBS）※3.5H[246]
  - 密着!中村屋ファミリー 勘九郎の涙 七之助の宿命 姫路城で歴史が動いた!SP（フジテレビ）
- 23日
  - お笑いアカデミー賞2023（TBS）[247]
  - 必見!ヒット商品研究所 〜2023ベストヒット&ロングセラーのヒミツ!〜（テレビせとうち）
  - 全力!九州推し2023（福岡放送 / NNN九州ブロック）
  - KUMONファミリースペシャル 寬仁親王牌第38回童謡こどもの歌コンクール グランプリ大会（BS朝日・BS朝日 4K）
- 24日
  - テレビでもパズドラ!山里&岩井も大興奮!eスポーツ頂上決戦（23日深夜、テレビ朝日）
  - TOYO TIRES FBS女子プロチャレンジゴルフ（福岡放送）[248]
- 25日 - 27日 - クリエイタードラゴン（日本テレビ）
- 25日
  - 明石家サンタの史上最大のクリスマスプレゼントショー2023（24日深夜、フジテレビ）[249]
  - みんなでゴルフ（テレビ東京）
  - 堂本兄弟 2023クリスマスSP（フジテレビ）[110]
- 26日 - 超絶限界SP（フジテレビ）[110]
- 27日
  - 芸人報道1時間SP（26日深夜、日本テレビ）
  - #ミレニアガール（26日深夜、フジテレビ）
  - 発表!今年イチバン聴いた歌〜年間ミュージックアワード2023〜（日本テレビ）
  - プロ野球戦力外通告（TBS）[250]
  - 一軒家丸ごと壊す（テレビ東京）
  - プロ野球!クセ強ベストナイン2023（テレビ東京）
  - 爆笑!2024年はこうなる宣言（関西テレビ）
- 28日
  - 爆チュー問題のクリスマスライブ2023（27日深夜、フジテレビ）
  - 一樹と和樹 〜これをやらなきゃ年越せないドライブ〜（テレビ愛知）
  - とらぶる?トラベル!2023（関西テレビ）※第10弾[251]
  - 八方・今田のよしもと楽屋ニュース2023（朝日放送テレビ）
- 29日 - 31日 - 耳をすませば2023（NHK総合）
- 29日
  - 大相撲この一年 守るもの 挑むもの〜大関の矜持（きょうじ）〜（NHK総合）
  - マツコ会議 忘年会SP（日本テレビ）※レギュラー終了後
  - クイズ!よしもとキングダム2023（関西テレビ）
  - ダイショースペシャル ホークス納会ゴルフ2023（福岡放送）
- 30日
  - 読響・第九コンサート2023（29日深夜、日本テレビ）
  - 超絶神業!マジックバトル 2023（NHK総合）
  - 報道の日2023「対立する世界」（TBS）※第13弾[252]
  - 第65回 輝く!日本レコード大賞（TBS）
  - クイズ☆正解は一年後（TBS）[253]
  - ニッポンの技で世界を修理 世界!職人ワゴン（テレビ東京）※4年ぶりに復活、第7弾[254]
  - たけしの新・世界七不思議（テレビ東京）
  - 宮根誠司の日本もうけ話2023（フジテレビ）[110]
  - もんくもん 年末2時間半SP!今年たまったもんく大放出!（読売テレビ）
  - 陣内智則のニッポンの酒（福島放送、新潟テレビ21、長野朝日放送、北陸朝日放送、大分朝日放送、熊本朝日放送、琉球朝日放送）※第6弾[255]
- 31日
  - 最強伝説2023〜夢のその先へ〜（30日深夜、フジテレビ）
  - 第56回年忘れにっぽんの歌（テレビ東京）[256]
  - アースウォーカー13（フジテレビ）[110]
  - 大みそか列島縦断LIVE 景気満開テレビ2023（フジテレビ）[110]
  - 上方漫才トラディショナル2023（毎日放送）
- 31日 - 2024年1月1日未明
  - ゆく年くる年（NHK総合）
  - 笑って年越し!THE 笑晦日（日本テレビ）[257]
  - 東急ジルベスターコンサート2023-2024（テレビ東京・BSテレ東・BSテレ東 4K）[256][258]

### 1年間で複数回放送された、もしくは放送予定の特番
- 1月1日（正月SP）、29日（冬SP）、6月18日（夏SP） - 笑神様は突然に…（日本テレビ）
- 1月2日（1日深夜）、4月4日 - ロケバナシGP（TBS）[298]
- 1月2日、3月30日 - 選ばれるのは誰だ?密着!宇宙飛行士選抜試験（NHK総合）
- 1月2日(新春SP)、2月19日 - テレビギャング（日本テレビ）
- 1月2日、5月13日、11月8日 - 集まれ!内村と○○の会（TBS）
- 1月2日(2)、3月10日（9日深夜）(3)[注 11]、4月7日(4)、5月3日(5)、12月20日(6) - 即興プレッシャーSHOW 笑アセろ（TBS）[注 42][299]
- 1月2日(7)、7月2日[注 4](8) - ラーメン超食べまくりバトル（テレビ東京）
- 1月3日(13)、5月2日(14)、6月26日(15)、7月31日(16) - 日本最強の城スペシャル（NHK総合）
- 1月3日、12月30日 - 芸能界オールスター草野球（テレビ東京）
- 1月3日(1)、12月31日(2)[300] - さまぁ〜ず&ジュニアのコレって変じゃね!?（CBCテレビ）[301]
- 1月3日(3)、4月17日(4) - 秘境のガソリンスタンドに3日間密着してみたら?（テレビ東京）[302]
- 1月4日(2)、3月28日(3) - 上には上がいる!（TBS）[注 43][303]
- 1月5日(128)、7月23日(117) - 最強衝撃映像○○○連発（テレビ東京）
- 1月5日、5月1日 - NEOべしゃり博（フジテレビ）[304]
- 1月7日（6日深夜）[305]、8月11日（10日深夜）・18日（17日深夜） - おしゃべりホールデム（フジテレビ）
- 1月7日、3月11日、5月13日、7月8日、9月9日、11月11日 -  大相撲どすこい研（NHK BS1）
- 1月7日、3月11日、5月13日、7月8日、9月2日、11月11日 - 感動!大相撲がっぷり総見〜○○場所を百倍楽しく見る極意〜（BSフジ・BSフジ 4K）[306]
- 1月9日、10月1日 - 上田若林の撮れ高（日本テレビ）
- 1月9日、7月17日 - 3秒聴けば誰でもわかる名曲ベスト100（テレビ東京）
- 1月9日、4月10日、7月10日 - グータンヌーボ2スペシャル（関西テレビ）※レギュラー（関西ローカル）終了後、全国ネット
- 1月9日(6)、3月9日(7)、5月13日(8)、7月8日(9)、9月24日(10)、11月25日(11) - パンサー尾形の竹馬散歩（TOKYO MX1）
- 1月10日・17日（9日・16日深夜、鎌倉編）[注 17][307]、5月1日 - バイきんぐ小峠の 小峠地蔵旅（テレビ東京）
- 1月10日(2)、9月18日(3) - クイズ!できる?できない?（日本テレビ）[注 44][308]
- 1月11日(44, 3H)[309]、4月5日（45, 3H[310]）、6月28日（46, 3H） - 世界衝撃映像100連発（TBS）
- 1月14日(5)、6月3日(6) - 出動!ラーメン刑事（BSフジ・BSフジ 4K）
- 1月15日(2)[注 3]、10月4日(3) - アンタッチャブルのがむしゃらグルメ団（日本テレビ）[注 45]
- 1月15日、5月28日、10月8日、12月24日 - 緊急車両24時 密着!命を守る壮絶現場（テレビ東京）[注 4]
- 1月15日、7月29日 - 今田耕司のすっぴんツアー（福岡放送）
- 1月15日（2022秋）、3月19日（冬）、7月2日（春）、9月10日（夏）、12月3日（秋） - 巨大魚・○の陣 2023（BSフジ・BSフジ 4K）
- 1月18日[311]、5月24日、11月29日 - ゼニガメ（毎日放送）[注 46]
- 1月21日(2)[312]、12月30日(3) - 新装回転!ハナシ寿司（日本テレビ）[注 47]
- 1月22日、3月12日 - もったいない通販（テレビ朝日）[313]
- 1月22日、6月4日、9月17日 - 注文の多い初キャンプ（テレビ朝日）[314]
- 1月25日・2月1日（1月24日・31日深夜） - 東京ルーザーズ（フジテレビ）[注 14][315]
- 1月28日(5)、5月23日(6)、7月11日(7) - 今君電話（NHK Eテレ）[316]
- 1月28日(1)、6月17日(2) - 草刈らせてもらえませんか?（テレビ東京）[注 5]
- 1月28日、8月19日 - この歴史、おいくら?（BSフジ・BSフジ 4K）[317]
- 1月29日[注 3]、8月28日[注 6] - ゴタクを並べてワッハッハ（日本テレビ）
- 1月30日、3月29日、8月16日、11月3日 - 病院ラジオ（NHK総合）
- 2月2日、3月28日、5月23日、8月27日、12月28日 - 激録・警察密着24時!!（テレビ東京）
- 2月4日(2)[318]、8月12日(3) - ダウンタウンvsZ世代 ヤバイ昭和あり?なし?（日本テレビ）[注 48]
- 2月4日[31]、3月21日 - 円卓コンフィデンシャル〜他社との遭遇〜（テレビ東京）[319]
- 2月4日、8月12日[320] - 芸能界特技王決定戦 TEPPEN2023（フジテレビ）[注 8]
- 2月5日(2)、10月22日(3) - あした食べたい!ラーメン×餃子食堂〜魅惑のラー餃ハーモニーSP〜（日本テレビ）[注 49]
- 2月5日[31]、7月16日 - SDGsで絶好調!（テレビ東京）[321]
- 2月5日[31]、7月16日[注 4] - THE ゼロから発電マン（テレビ東京）
- 2月7日、3月14日、4月11日、5月11日、7月12日 - 世界アニマル&キッズ動画スペシャル（テレビ朝日）
- 2月9日、3月16日、4月20日、6月22日、9月7日 - 笑える!泣ける!動物スクープ100連発（TBS）
- 2月11日(2)、10月29日(3) - ドラマチック!投稿動画シアター（日本テレビ）[注 50]
- 2月11日、11月25日 - TOKYO STARTUP DEGAWA 2023（テレビ東京）[322]
- 2月12日、3月19日、4月30日、5月21日、6月25日、7月30日、8月27日、9月24日、10月29日、11月26日、12月17日 - 日曜マイチョイス（テレビ朝日）[323]
- 2月12日(20)、7月30日(21) - メルクリウスの扉（テレビ東京）[324]
- 2月16日・23日[注 11]、6月27日、10月10日 - 発表!ウチの県の大事ケン〜1時間まるごと◯◯県TV〜（TBS）[325]
- 2月17日（冬）[326]、10月21日（秋）[327] - DAISUKI!2023（BS日テレ・BS日テレ 4K）
- 2月19日[注 3]、7月5日、12月24日 - 世界未開グルメ（日本テレビ）
- 2月19日、6月3日、9月17日、12月17日 - 天野ひろゆきのキラリ!トレンドめがね（テレビ東京）
- 2月20日（19日深夜）、7月31日（30日深夜）、9月8日（7日深夜） - 芸能人ハローワーク ウチの後輩、大丈夫ですか?（テレビ朝日）
- 2月21日・28日（20日・27日深夜[注 17]）、7月1日（6月30日深夜）、12月26日（25日深夜） - マヂキタ大草原（テレビ東京）
- 2月22日・3月1日（2月21日・28日深夜） - shaddow（フジテレビ）[注 14]
- 2月23日、9月18日 - 平野レミの早わざレシピ! 2023（NHK総合）
- 2月23日、9月18日 - 昭和vs令和!世代を超えて愛される最強ヒット曲50連発（テレビ東京）
- 2月25日、6月30日 - 高見沢俊彦の美味しい音楽美しいメシ（BS朝日・BS朝日 4K）[328]
- 2月26日、9月17日[注 3] - 長者の家でいただきます!（日本テレビ）[329]
- 2月26日(2)、6月4日(3)、9月3日(4)、11月5日(5) - THE 事業承継 その灯を消すな!（テレビ東京）[330]
- 2月28日・3月7日・14日（2月27日・3月6日・13日深夜） - 錦鯉たかし&オズワルドいとうの超自由時間（北海道テレビ）[331]
- 3月2日(5)、7月10日(6)、10月27日(7)[注 51]、12月30日(8) - 熱唱!ミリオンシンガー（日本テレビ）
- 3月4日[注 8][注 40]、9月23日[注 8][332] - ENGEIグランドスラム（フジテレビ）
- 3月5日、6月11日、9月18日、12月29日 - ニュースなるほどゼミ（NHK総合）
- 3月5日(9)、7月18日(10)、10月5日(11)[223]、12月21日(12) - これが定番!世代別ベストソング ミュージックジェネレーション（フジテレビ）
- 3月5日、4月2日 - ももいろインフラーZ（TOKYO MX1）
- 3月7日・14日（6日・13日深夜）[注 17]、6月5日 - 川島明のええ声晩餐会 まちの「ええ声」集めました（テレビ東京）
- 3月8日(5)、10月4日(6) - かまいたちの名所名物先取り旅（テレビ東京）[注 29]
- 3月8日(3)、5月3日(4)、6月14日(5)、7月19日(6)、8月9日(7) - やすとも・淳のクイズレ（毎日放送）
- 3月12日[注 3]、10月15日 - 稼ぐならイマだ!解金!企画SHOW（日本テレビ）
- 3月14日、5月26日 - 背筋も凍るほわ〜い話（TBS）
- 3月15日、8月30日、12月13日 - あいつ今何してる?（テレビ朝日）
- 3月16日、8月22日 - 世界!オモシロ学者のスゴ動画祭（NHK総合）
- 3月17日(16)、7月14日(17)[333]、10月13日(18)[334]、12月22日(19) - 所でナンじゃこりゃ!?（テレビ東京）
- 3月18日[注 2][335]、7月27日、12月30日 - まさかの一丁目一番地（TBS）
- 3月18日、7月1日、11月11日 - ヒロミの集結!スゴ腕カリスマバイヤーズ（フジテレビ）
- 3月18日、9月30日 - きよしが丸かじり 関西ベストヒットグル目ぇ（朝日放送テレビ）
- 3月18日（32） - たけしの“これがホントのニッポン芸能史”（NHK BSプレミアム）
- 3月19日[注 3]、10月11日 - あのとき告っていればどうなった!?（日本テレビ）
- 3月20日（19日深夜）、7月3日（2日深夜）、9月25日（24日深夜）、12月25日（24日深夜） - ゲームズ・ボンド（テレビ朝日）
- 3月21日、7月17日、8月19日 - 忖度なし!?長嶋一茂の正直通販!〜ヒット商品の秘密&舞台裏ストーリー〜（テレビ東京）
- 3月21日[336]、9月30日[337] - ジャニーズWEST桐山&流星のサシタビ!!（テレビせとうち）
- 3月23日（22日深夜）・30日（29日深夜） / 9月11日 - 男女は夜な夜な嘘をつく（毎日放送）
- 3月23日、12月22日 - ワケあって、このカタチなの。（NHK総合）
- 3月24日、7月17日、8月3日、9月20日、11月23日 - 四大化計画 〜世界は3つで語れない〜（NHK総合）[338]
- 3月25日、4月3日、12月29日 - 出川哲朗のプロ野球順位予想2023（テレビ東京）[339]
- 3月25日(4)、9月2日(5) - 村長さんに聞いてみた!ウチの村は日本一（テレビ大阪）
- 3月26日、6月25日、9月3日、12月31日 - 東海のイイとこみんな教えて!ロンブー淳のスマホ旅（東海テレビ）
- 3月29日(2)、6月20日(3)、7月18日(4)、12月6日(5) - 謎解き!伝説のミステリー（テレビ朝日）[注 52][340]
- 3月29日、7月12日、12月25日 - 最前線!密着警察24時（TBS）[341]
- 3月30日 - 4月1日（3月29日 - 31日深夜） - 田中圭の俳優ホン打ち（フジテレビ）[342]
- 3月30日・4月6日 - 常連3（読売テレビ）[注 6][343]
- 3月30日（春）、6月15日（夏）、10月12日（秋） - 列島警察捜査網 THE追跡 2023 ○の事件簿（テレビ朝日）
- 3月31日(8)、6月23日(9)、12月24日(10) - この歌詞が刺さった!グッとフレーズ（TBS）[344]
- 4月2日(4)、5月5日(5)[345]、11月3日(6) - みんな集まれ!こどもうたまつり（NHK Eテレ）
- 4月2日(2)[346]、9月24日(3)[347] - カワシマの穴（日本テレビ）[注 53]
- 4月3日[注 6]、10月8日 - 金のツカミ（日本テレビ）
- 4月5日、11月21日 - 世界衝撃!ウワォ動画（日本テレビ）
- 4月6日、10月5日 - 日テレ系!!生番組の祭典 生デミー賞2023（日本テレビ）
- 4月9日、15日、23日、5月7日 - The Voice Japan（テレビ東京）
- 4月13日、9月25日[223] - FNSドラマ対抗お宝映像アワード（フジテレビ）
- 4月22日(2)、6月10日(3)、9月30日(4) - はらぺこぱ ローカルグルメはしご旅（テレビ東京）[注 5]
- 4月22日、9月9日 - 関根家&キャイ〜ンのお隣さん!お悩み解決グッズ持ってきて!（フジテレビ）
- 4月29日、7月10日[注 6] - カネ梨和也（日本テレビ）※レギュラー終了後
- 4月29日(3)、11月4日(4) - ニューヨークの入浴旅（テレビ東京）[注 5]
- 4月30日、6月11日、12月20日 - こどもディレクター（中京テレビ）
- 5月1日(2)、9月14日(3) - かまいたちの売れチャレ（日本テレビ）
- 5月3日、12月20日 - 天才たちのドッキリ 叡智のムダ使い（TBS）
- 5月3日(2)、9月27日(3) - なぁんで昼メシ食いに行くのにこんな時間かけて行くのかなぁ。（テレビ東京）
- 5月4日(5)、12月28日(6) - バクタン 時を戻そう!あのヒット商品が生まれるまで（テレビ東京）
- 5月9日（8日深夜）・16日（15日深夜）[注 17]、8月26日 - 秋山ロケの地図（テレビ東京）
- 5月10日(5)[348]、7月19日(6)、9月20日(7)、11月29日(8) - ひむバス!（NHK総合）
- 5月10日(3)、8月9日(4) - 真剣10代しゃべり場 リターンズ!!（NHK総合）
- 5月14日、12月28日[110] - オールスター合唱バトル（フジテレビ）
- 5月20日、6月18日、9月16日 - 今田耕司の買うならイマダ「おかんと通販してみた!」（テレビ朝日）
- 5月21日（20日深夜）、6月4日（3日深夜） - Stray Kids 東京ミッションツアー（テレビ朝日）
- 5月29日、11月16日 - 神映像グランプリ（TBS）
- 6月3日、11月26日 - 藝大よ、地球を救え。（フジテレビ）
- 6月5日(2)[349]、12月23日(3）[350] - 知って得する!1番かぶり（フジテレビ）
- 6月10日、11月18日 - 買いトク探偵団〜芸能人夫婦がガチ調査!〜（日本テレビ）
- 6月10日、8月26日 - 山里・宮野のプライベートお忍び旅（BSフジ・BSフジ 4K）
- 6月11日(3)、9月17日(4)、11月12日(5) - 迷惑生物から住民を守れ!凄腕!危険生物バスターズ（テレビ東京）[注 4]
- 6月21日、12月13日 - ぐるり一周対決旅（テレビ東京）[注 29]
- 6月25日（24日深夜）、7月2日（1日深夜） - UVERworld ROOM〜やけにチャイムの鳴る夜〜（テレビ朝日）
- 7月1日、10月12日、12月30日[110] - 超ド級!世界のありえない映像大賞（フジテレビ）
- 7月6日、8月31日、9月26日 - 仰天☆潜入ツアーズ!（テレビ朝日）
- 7月8日、12月27日（26日深夜） - バカリズムと欲望喫茶（テレビ朝日）
- 7月8日、12月29日 - 風磨とチョコプラのふちど〜るマップ（テレビ東京）
- 7月8日[351]、12月16日[352] - ザ・細かすぎて伝わらないモノマネ（フジテレビ）[注 8]
- 7月8日[353]、12月9日[354] - おしゃべり小料理ゆみこ（毎日放送）
- 7月9日、12月29日 - うわっ!ダマされた大賞（日本テレビ）
- 7月13日、11月2日 - 旅の思い出なんだっけ?（テレビ東京）
- 7月21日、11月10日 - ウソかホントかわからない やりすぎ都市伝説（テレビ東京）[355]
- 7月23日、8月6日 - ニューヨークのニュー青春TV（日本テレビ）
- 7月29日、8月20日、11月11日、12月10日 - 通販をスクープしてみた!!（テレビ朝日）
- 8月1日[356]、12月29日 - ウチのガヤがすみません!（日本テレビ）
- 8月5日(13)、12月25日(14) - 明石家紅白!（NHK総合）
- 8月9日(6)、12月26日(7) - 子犬が家にやってきた!（NHK総合）
- 8月20日(5)、11月26日(6) - チャリ飯旅（テレビ東京）
- 9月2日、12月28日[357] - 何を隠そう…ソレが!（テレビ東京）
- 9月18日(6)、11月3日(7) - 世界遺産のオモテウラ（テレビ大阪）
- 10月1日、11月19日 - 今日もどこかで誰かが戦っている!THE DAY OF FIGHT（テレビ東京）
- 11月12日、12月9日 - 奥様のお悩み 通販で解決!バカ売れ商品と悩める○○妻（日本テレビ）

## レギュラー番組のスペシャル版

### NHK総合・NHK Eテレ
（【凡例】総合：G、Eテレ：E、BSプレミアム：BSP、東京本局：AK、AB、大阪局：BK、BB、名古屋局：CK、CB、札幌局：IK、IB、沖縄局：AP、AD、佐賀局：SP、SD）

#### NHK総合のみで放送
（※無印は東京（AK）制作）
- 1月1日 - 歴史探偵 どうする家康コラボスペシャル（BK）
- 1月2日 - さわやか自然百景 新春特集 絶景!日本列島 世界自然遺産を行く
- 1月6日、5月12日、8月11日、12月1日、29日 - チコちゃんに叱られる! 拡大版SP
- 3月7日[359]、6月6日 - うたコン72分拡大スペシャル
- 3月8日 - SONGS ＋PLUS「幾田りら」
- 5月25日、6月29日、7月27日、8月31日、9月28日、10月26日、11月30日 - 魔改造の夜SP[注 54]
- 8月7日 - 鶴瓶の家族に乾杯 海外SP・ハワイ島 吉岡里帆ハワイへ!感動のライフスタイル
- 8月26日[注 55] - お笑いインスパイアドラマ ラフな生活のススメ あなたもラフ活推しになるSP
- 9月18日 - 解体キングダムSP
- 12月20日 - クローズアップ現代 年末拡大SP
- 12月21日 - サラメシ 年末スペシャル2023 新入社員だって腹はへる!!

#### NHK Eテレのみで放送
- 1月1日
  - 日曜美術館SP ハッピーニューアーツ!
  - 新・にっぽんの芸能 新春スペシャル
  - 先人たちの底力 知恵泉 スペシャル 正月料理 一年の計は“美味”にあり
- 3月26日 - サイエンスZERO 20周年スペシャル
- 4月2日 - ハートネットTVスペシャル みんなの選挙 統一地方選挙編
- 7月9日 - びじゅチューン!コンサートin富士河口湖町
- 8月17日 - 10周年だよ!キッチン戦隊クックルン 「歴代メンバー大集合スペシャル」
- 8月19日、12月30日 - ワルイコあつまれスペシャル
- 8月20日 - みいつけた! ステージでショー〜ちば〜
- 11月4日 - カラフル!スペシャル 日本 宮崎 落語でみんなと笑いたい!
- 11月25日 - 沼にハマってきいてみた スゴEフェス第2部（19:00 - 19:35）/後夜祭（20:00 - 20:50）
- 12月28日 - クラシックTV スペシャル
- 12月31日 - 太田光のつぶやき英語 とにかく明るい大みそかスペシャル

### 日本テレビ・NNN・NNS系列
- 1月5日、2月9日、3月30日、4月27日、5月25日、6月29日、7月27日、8月24日、9月28日、10月26日、11月23日、12月7日 - THE突破ファイル 2時間SP（日本テレビ）
- 1月13日、27日、2月24日、3月10日、4月7日、5月19日、6月23日、7月21日、8月18日、9月15日、29日、10月27日、11月24日、12月22日 - 沸騰ワード10 2時間SP（日本テレビ）
- 1月16日、8月7日 - ニノさんとあそぼ（日本テレビ）※2H
- 1月21日、2月25日、4月8日、6月3日、7月22日、9月2日、10月14日、11月18日、12月16日 - 世界一受けたい授業 2時間SP（日本テレビ）
- 1月21日、3月18日、4月15日、7月22日、9月9日 - あさパラS 2時間SP（読売テレビ）
- 1月29日 - 前略、大とくさん 10周年イヤー突入SP 東海3県ナンダコレ神グルメGP（中京テレビ）
- 2月5日・12日、10月8日 - サンデーPUSHスポーツ 拡大版（日本テレビ）※1H
- 3月18日 - 超無敵クラスに櫻井翔&広瀬すず&羽鳥慎一も電撃参戦!!10代の旅立ちSP（日本テレビ）※2H
- 3月21日、7月18日、10月3日(2H) / 12月19日(3H) - ヒューマングルメンタリー オモウマい店SP（中京テレビ）
- 3月25日、5月21日、10月22日 - グップラ 所さんの目がテン!特別編（日本テレビ）
- 4月2日、10月1日 - おしゃれクリップ 1時間スペシャル（日本テレビ）
- 4月25日[370]、11月28日 - それって!?実際どうなの課 ゴールデン（中京テレビ）※2H
- 5月3日 - どさんこ×ファイターズ FビレッジへGO!GO!祭りスペシャル（札幌テレビ）
- 5月13日・20日 - ONEラグビー特別版（日本テレビ）
- 5月14日 - 日曜日は、女子ゴルフな日 2年ぶり愛知開催ブリヂストンレディスオープン開幕直前SP（中京テレビ）※1H
- 5月28日 - 真相報道 バンキシャ!特別版 ディズニー夢と魔法のナゾを追え!（日本テレビ）
- 6月17日、11月4日 - 土曜もヒルナンデス!（日本テレビ）
- 6月24日、7月30日 - DayDay. 特別編（日本テレビ）
- 8月11日 - 皇室日記 特別版 女性皇族 秘めたる思い（日本テレビ）
- 8月26日
  - ウワサの天才!!カンパニー 次に来る大ヒット商品を調査しましたけど…何か?（日本テレビ）
  - 今田耕司のネタバレMTG 上半期総決算!真夏の95分しゃべりまくりSP（読売テレビ）
- 9月1日 - スクール革命!SP クイズ!ドライブ 東京〜京都600kmを横断!絶景&隠れグルメ（日本テレビ）[371]
- 9月29日 - 葬送のフリーレン 初回2時間SP〜旅立ちの章〜（日本テレビ）[注 51][372]
- 11月5日 - Going!特別版 いま始めたい!健康になれる4つのカラダ習慣（日本テレビ）
- 12月2日 - 放送3500回目前SP 土曜のす・またん!〜“村”のおいしいとこ全部見せます〜（読売テレビ）[373]
- 12月23日
  - ぶらり途中下車の旅 年末!京都2時間SP 2023（日本テレビ）
  - 東野・岡村の旅猿 特別版（日本テレビ）
- 12月27日 - オドぜひ年末SP 愛の最強タッグ決定戦（中京テレビ）

### テレビ朝日・ANN系列
- 1月1日 - 朝まで生テレビ! 元旦SP（テレビ朝日）
- 1月2日 - 前川清の笑顔まんてんタビ好キ 新春スペシャル 沖縄・やんばるドライブ2023（九州朝日放送）
- 1月5日 - アントニオ猪木追悼大会 新日本プロレス50周年1.4東京D ワールドプロレスリングSP（4日深夜、テレビ朝日）
- 1月5日、26日、2月9日、3月2日、4月20日、5月4日、25日、6月1日、8月3日、10日 - ニンチド調査ショー 2時間SP（テレビ朝日）
- 1月6日、2月3日、3月17日、4月21日、5月12日、6月23日、8月11日、9月15日、10月6日、11月3日、24日(2H) / 7月14日(1.5H) - マツコ&有吉 かりそめ天国SP（テレビ朝日）
- 1月7日、4月8日(2.5H) / 7月15日(1.5H) / 9月14日（G初回）、10月26日、11月30日、12月14日(2H) - 楽しく学ぶ!世界動画ニュースSP（テレビ朝日）
- 1月8日 - 渡辺篤史の建もの探訪 一度は住んでみたい初夢住宅スペシャル（テレビ朝日）※1H
- 1月12日、2月2日、16日、4月27日、6月8日、7月13日、8月17日、24日、9月7日、10月5日、19日、12月21日(2H)[384] / 3月9日、4月6日、6月29日(3H) / 11月23日(2.5H) - 林修の今、知りたいでしょ!SP（テレビ朝日）
- 1月13日、2月10日、3月10日、4月7日、5月5日、19日、6月16日、7月7日、8月25日、10月20日、11月10日(2H) / 8月4日(3.5H) / 9月29日(3H) / 12月22日(スーパーライブ) - ミュージックステーションSP（テレビ朝日）
- 1月15日、4月23日、9月10日、10月15日(2H) / 7月16日、12月17日(3H) - ポツンと一軒家スペシャル（朝日放送テレビ）
- 1月16日、2月6日、13日、4月24日、5月22日、6月12日、7月10日、31日、8月21日、9月4日、18日、10月23日、11月13日(1.5H)[注 58] / 3月13日(3H) / 5月7日（特別編） - 10万円でできるかなSP（テレビ朝日）
- 1月18日 - なるみ・岡村の過ぎるTVゴールデン（朝日放送テレビ）[385]
- 1月20日、5月16日（以上、深夜時代）、9月12日（G初回）、10月17日、31日、11月14日、28日(2H) / 12月12日(3H)[386] - 出川一茂ホラン☆フシギの会SP（テレビ朝日）
- 1月23日、30日、2月27日、5月1日、15日、6月5日、8月7日、28日、9月25日、10月16日、11月20日、27日(1.5H)[注 58] / 3月27日、5月29日、6月26日、7月17日、9月11日、11月6日、12月18日(3H) - Qさま!!SP（テレビ朝日）
- 1月25日、2月22日、3月8日、4月12日、5月10日、24日、31日、6月14日、28日、7月5日、8月2日、23日、9月13日、27日、10月11日、25日、11月1日、15日、29日、12月20日(2H) / 3月22日(3H) - くりぃむクイズ ミラクル9SP（テレビ朝日）
- 1月28日、5月6日、10月21日(2H) / 4月1日(3H) / 7月8日、12月2日(2.5H) / 9月1日（特別編） / 12月28日(4H) - 池上彰のニュースそうだったのか!!SP（テレビ朝日）
- 2月4日(6)、9月23日(7) - 発進!ミライクリエイターSP（テレビ朝日）[387]
- 2月5日、4月2日(2H) / 9月17日(1.5H) - サンデーステーションSP（テレビ朝日）
- 2月12日 - ウド&出川の子ども地図ツアーin伊勢志摩 観光客が知らないスポットを旅してゴメン（メ〜テレ）[388]
- 3月5日 - 旅サラダ特別編 好吃!台湾でNEXTグルメを食べ尽くす!!（朝日放送テレビ）※関西ローカル
- 3月17日 - THE『以前⇔以後』〜サッカーSP〜（テレビ朝日）[389]
- 3月18日、4月8日、10月14日 - サタデーステーション 2時間SP（テレビ朝日）
- 3月19日 - 夫婦のマネー劇場なにカネ?（テレビ朝日）
- 3月20日 - 激レアさんを連れてきた。SP（テレビ朝日）※1.5H[注 58]
- 3月25日 - 新日ちゃんぴおん! 特番60分1本勝負!〜現役レスラーが選ぶスゴイ技ベスト20〜（テレビ朝日）
- 3月26日（25日深夜） - 真夜中の裸の少年〜Hi美 修学旅行クイズ!この後なにが起こったでしょう!?〜（テレビ朝日）[390]
- 4月9日、6月23日 - トゲトゲTV 1時間SP（テレビ朝日）
- 5月2日 - 徹子の部屋 2時間SP（テレビ朝日）
- 5月8日(1.5H[注 58]) / 10月18日(2H) - お笑い実力刃presents 証言者バラエティ アンタウォッチマン!SP（テレビ朝日）
- 5月21日、10月1日、12月10日 - リア突WEST 1時間スペシャル（朝日放送テレビ）
- 5月28日、9月17日、12月24日 - 新婚さんいらっしゃい! 1時間スペシャル（朝日放送テレビ）
- 6月9日 - 関ジャム 完全燃SHOW 歌のプロが選ぶとにかく歌唱がスゴいアーティスト20人!!（テレビ朝日）※2H
- 6月17日 - 大キョコロヒー 黒柳徹子先輩&天海祐希先輩の伝説が本当なのか聞いてみようSP（テレビ朝日）※1.5H
- 6月24日 - 中居正広のキャスターな会 緊急!日本が危ない…全国統一防犯テスト!（テレビ朝日）※2.5H
- 9月15日 - イワクラと吉住の番組 昇格SP（テレビ朝日）
- 11月22日 - くりぃむナンタラ 櫻坂46インストール1時間拡大SP 昭和平成クイズ正解しまくり無双（テレビ朝日）
- 12月23日 - 笑って拾って!ごみ散歩 テキトー男&元侍ジャパン&マドンナ女優が地元で大暴れSP（テレビ朝日）
- 12月28日 - おはよう朝日です大忘年会〜ワクワクの2023年“おつかれ生でした”SP〜（朝日放送テレビ）
- 12月30日
  - ドデスカ!+スペシャル うましゅん日和〜お伊勢さんチャリンコ旅〜（メ〜テレ）
  - イチモニ!SP 2023 ご当地“推しニュース”GP（北海道テレビ）
- 12月31日
  - テレメンタリー2023スペシャル（テレビ朝日・ANN）
  - ザワつく!大晦日 一茂・良純・ちさ子の会（テレビ朝日）[295]
  - 探偵!ナイトスクープ 年忘れファン感謝祭2023（朝日放送テレビ）

### TBS・JNN系列
- 1月1日 - ハイグレードS正月SP（北海道放送）
- 1月3日 - マツコの知らない世界 新春SP 今絶賛…昭和美女をIKKOと&SUGIZOラーメン愛（TBS）※2H15M
- 1月5日、4月13日 - ニンゲン観察バラエティ モニタリング 3時間SP（TBS）
- 1月7日 - 開運音楽堂 2023 1時間SP!!（TBS）
- 1月8日 - サンデーモーニング新春SP（TBS）※2.5H
- 1月8日、22日、2月5日、19日、3月5日、4月16日、30日、5月14日、6月11日、25日、7月9日、23日、8月6日、9月3日、10月8日、22日、11月12日、12月3日、17日 - 坂上&指原のつぶれない店 2時間SP（TBS）
- 1月10日 - DEEPな店の常連さんに密着 イキスギさんについてった ゴールデンスペシャル（TBS）
- 1月12日、3月30日、5月11日、8月3日、10月12日 - プレバト!! 3時間SP（毎日放送）
- 1月18日、2月8日、5月31日、7月19日、9月13日、10月11日、25日、11月1日、29日（2H） / 2月15日、4月19日（1.5H） / 3月8日、6月21日、8月2日、12月6日（3H） / 4月26日、5月24日（1H15M） - 世界くらべてみたらSP（TBS）
- 1月25日、3月15日(2H) / 4月12日[注 60]、5月10日、6月14日、8月9日、11月15日、12月13日(3H) -  ワールド極限ミステリーSP（TBS）
- 1月27日、2月24日、3月24日、4月14日、5月19日[401]、6月30日、9月1日、22日、10月13日、11月10日、12月29日 - 中居正広の金スマSP（TBS）※2H
- 2月1日、3月1日、15日、5月17日、7月26日、9月6日、20日、10月18日（2H） / 2月15日、4月19日（1.5H） / 4月26日、5月24日（1H45M） / 6月7日、8月16日、11月22日（3H） - 東大王SP（TBS）
- 3月19日、7月2日、9日、10月8日 - 日曜日の初耳学SP（毎日放送）※2H
- 4月10日 - クレイジージャーニー 2時間SP（TBS）
- 4月28日（G初回）、5月12日、7月14日、9月15日、10月20日、11月17日、12月8日(2H) / 8月11日(2.5H) - それSnow Manにやらせて下さいSP（TBS）
- 5月6日 - 土曜日もゴゴスマ!（CBCテレビ）
- 5月7日 - サンデードラゴンズ 1時間SP（CBCテレビ）
- 5月27日他 - 別冊!王様のブランチ（TBS）
- 5月28日 - らくごのお時間「三人噺」1時間SP（毎日放送）
- 7月3日 - 推しといつまでもSP（毎日放送）※2H
- 7月4日 - あなたはどれに当てはまる?スター★性格診断SHOWSP（TBS）
- 8月2日 - 水曜見ナイト 今年も魅せます!長岡大花火3時間生中継スペシャル（新潟放送）
- 8月6日 - ゾン100特番〜ゾンビから逃げ切るために準備したい100のこと〜（毎日放送）
- 8月13日 - 私が女優になる日_Season3 SP（TBS）
- 9月10日 - 日曜劇場「VIVANT」祭り!第1部 緊急生放送SP（TBS）※2.5H[402]
- 10月18日 - 太田×石井のデララバ 初回2時間SP（CBCテレビ）[403]
- 10月23日 - ジョンソン 初回2時間SP 芸人大運動会（TBS）[404]
- 11月8日 - 祝15周年! 花咲かゴールデン とことん愛三岐で激安 これでもかSP（CBCテレビ）[405]
- 11月22日 - サンドのゴールデンぼんやり〜ぬTV（東北放送）
- 12月6日
  - 所さんお届けモノです! 県外不出グルメ大捜索 京都〜滋賀100kmを行く!（毎日放送） ※1H、関西ローカル
  - ウォッチン!スペシャル ラーメン王子GP2023（東北放送）※第8弾[406]
- 12月14日 - 週刊さんまとマツコ 年末特大号（TBS）
- 12月20日 - 水曜日のダウンタウン 90分SP（TBS）
- 12月21日 - 櫻井・有吉THE夜会 90分SP（TBS）
- 12月28日 - THE TIME, 年末拡大スペシャル（TBS）

### テレビ東京・TXN系列
- 1月1日 - あちこちオードリー 年越しSP（テレビ東京）[407]
- 1月3日
  - 男子ごはんSP（テレビ東京）※1.5H
  - ゴッドタン 芸人マジ歌選手権（テレビ東京）[407][410]
- 1月9日 - 占いなんて信じないスペシャル（テレビ東京）[411]
- 1月11日（10日深夜）、12月27日（26日深夜） - SHOW激!今夜もドル箱スペシャル（テレビ東京）※1H
- 1月15日（14日深夜） - FOOT×BRAIN 放送600回1時間SP!中村俊輔と語る日本サッカー（テレビ東京）
- 3月4日 - 新美の巨人たちスペシャル（テレビ東京）※1H
- 3月21日 - 日本全国!どこでもチャップリン（テレビ東京）
- 4月2日（1日深夜） - えびチャンズー 9年9ヶ月ありがとう最終回スペシャル（テレビ東京）※1H[412]
- 4月3日、11月13日(3.5H) / 12月25日(4H) - YOUは何しに日本へ?SP（テレビ東京）
- 4月9日（8日深夜） - 二軒目どうする?〜ツマミのハナシ〜スペシャル（テレビ東京）※1H
- 4月26日 - 日経スペシャル 60秒で学べるNews 90分SP（テレビ東京）
- 5月5日 - 未来の主役 地球の子どもたち 2023スペシャル 挑戦（TVQ九州放送）
- 5月13日 - もしものマネー道 もしマネ（テレビ大阪）※全国ネット[413]
- 5月21日 - シナぷしゅサンデー（テレビ東京）
- 8月5日、11月11日 - 旅コミ北海道〜じゃらんdeGO! 60分拡大版（テレビ北海道）
- 9月30日 - BLEACH 千年血戦篇-訣別譚- 第2クール最終回1時間SP（テレビ東京）
- 10月14日 - THE フィッシング〜放送40周年記念 世界自然遺産スペシャル〜（テレビ大阪）[414]
- 10月29日 - 誰でも考えたくなる「正解の無いクイズ」 75分拡大スペシャル（テレビ東京）
- 12月7日 - カンブリア宮殿スペシャル（テレビ東京）※1.5H
- 12月8日 - ガイアの夜明けスペシャル（テレビ東京）※1.5H
- 12月10日 - モーサテ塾大合宿スペシャル「マネーの力で賢くミライを切り開く」（テレビ東京）
- 12月30日 - あのちゃんの電電電波♪ 年末SP（テレビ東京）

### フジテレビ・FNN・FNS系列
- 1月1日 - 突然ですが占ってもいいですか?見るだけで運気アップ!秩父&福岡 新春開運旅SP（フジテレビ）[3]
- 1月2日
  - キャラダチナイトミュージアム〜MoCA〜 新春SP（1日深夜、フジテレビ）[3]
  - 千原ジュニアのヘベレケ 2023新年会SP（1日深夜、東海テレビ）
  - 皇室ご一家 新春スペシャル2023（フジテレビ）[3]
  - ウラマヨ!人気芸能人㊙ウラ素顔続々!お正月2時間SP!（関西テレビ）
  - スポラバ新春特番 のまさんとやりたかったことツアーズ（テレビ新広島）
- 1月3日[3]、7月13日（3H） / 4月6日[174]、9月28日（最終回）[223]（2H） - VS魂 グラデーションSP（フジテレビ）
- 1月3日 - F-PARK SPECIAL 近藤健介と上沢直之〜苦悩と葛藤の日々、そして旅立ちの1年〜（北海道文化放送）[426]
- 1月4日 - ボクらの時代 笑う台場に福来たる 2023新春SP（フジテレビ）[3]
- 1月6日[3]、12月24日 - なりゆき街道旅SP（フジテレビ）
- 1月6日[3]、27日、2月17日、4月7日[174]、28日、7月14日、9月29日[223](3H) / 5月19日、6月16日、30日、8月4日、25日、10月13日、11月3日、17日、12月8日(2H) - ウワサのお客さまSP（フジテレビ）
- 1月8日 - ライオンのミライ☆モンスター 新春SP 〜今、ミラモンに会いに行きます〜（フジテレビ）※1H[3]
- 1月15日 - 呼び出し先生タナカSP〜ラグビー元日本代表&アニソン女王&小学生軍団が乱入!〜（フジテレビ）※2H
- 1月18日、2月1日、15日、3月1日、15日、4月5日[174]、19日、5月3日、17日、31日、6月21日、7月5日、26日、8月9日、23日、10月25日、11月8日、29日(2H) / 9月27日(3H)[223] / 12月27日(4H)[110] - 世界の何だコレ!?ミステリーSP（フジテレビ）
- 1月21日 - ノンストップ!PRESENTS 厳選!いいものプレミアムヒット商品SP（フジテレビ）
- 1月28日（27日深夜）、2月11日、3月4日、4月22日、5月31日（30日深夜）、6月24日、7月14日（13日深夜）、8月19日[427]、9月9日、10月12日（11日深夜）、11月18日、12月9日 - ワンピースバラエティ 海賊王におれはなるTV（フジテレビ）
- 1月28日
  - EXITの未来を本気で考えるIII 〜フューチャーランナーズSP〜（フジテレビ）[134]
  - おかべろ 生放送2時間SP!〜30周年芸人祭&てんそ同窓会伝説コントが復活!〜（関西テレビ）[428]
- 2月24日（23日深夜、1）[429]、8月16日（15日深夜、2） - マイクロコントラボ（フジテレビ）
- 2月26日
  - ニッポンわが町うどんMAP5（テレビ西日本）
  - サザエさん ひな祭り1時間スペシャル（フジテレビ）
- 3月12日 - フットマップ 沖縄・西表島アドベンチャーSP（関西テレビ）[430]
- 3月20日 - あしたの内村!! 栃木VS群馬VS横浜…爆笑!地元紹介で鳥羽一郎を超えろSP（フジテレビ）※2H、最終回[174]
- 3月23日[174]、7月6日 - トークィーンズSP（フジテレビ）※1.5H
- 3月26日（25日深夜） - うまんちゅ 生でドバイ総まくり&高松宮記念予想SP（関西テレビ）
- 4月4日（3日深夜） - 関ジャニ∞の あとはご自由に 豪華俳優陣がご自由にやりますアドリブ名場面SP（フジテレビ）※1H
- 4月11日（初回）、7月18日 - ひらけ!パンドラの箱 アンタッチャブるTV 2時間SP（関西テレビ）
- 4月30日 - 熱血応援ボールパーク男旅SP（北海道文化放送）※1H[431]
- 5月3日 - スマイルスタジアムNST ゴールデンウィークスペシャル（NST新潟総合テレビ）
- 5月20日 - めざましテレビ30周年フェスin横浜 舞台裏全部見せSP（フジテレビ）
- 5月21日 - 日曜報道 THE PRIME G7拡大版SP（フジテレビ）
- 6月7日 - 超絶限界 ブルーインパルス極限飛行&大家族激セマ家仰天リフォーム（フジテレビ）※2H
- 6月29日[432]、12月25日[110] - ぽかぽかゴールデン（フジテレビ）※3H
- 10月21日 - 週刊フジテレビ批評特別版〜旧ジャニーズ事務所ジャニー喜多川創業者による性加害問題と“メディアの沈黙”（フジテレビ）[433]
- 10月21日、12月9日 - News αプラス（フジテレビ）
- 10月26日 - 木7◎×部 初回2時間SP（フジテレビ）
- 10月28日 - ぐっさん家 スタンぐラリーで愛されグルメを大満喫SP（東海テレビ）
- 11月23日
  - 旬感LIVE とれたてっ! 2時間SP（関西テレビ）[434]
  - newsランナーSP（関西テレビ）
- 12月23日 - ダイアン津田のバーディーチャンす〜SP 津田チャンピオンシップ（東海テレビ）
- 12月29日
  - ワイドナショー 年末ゴールデン生放送SP（フジテレビ）[110]
  - 人志松本の酒のツマミになる話 2時間スペシャルin福岡（フジテレビ）[110][435]
  - 全力!脱力タイムズ 年末SP（フジテレビ）[110]
- 12月30日
  - 川島&ノブ 夢ウダ馬なし2023（29日深夜、関西テレビ）
  - 釣りごろつられごろ 2023年末総集編（テレビ新広島）

### クロスネット局・トリプルクロスネット局・独立局
- 1月1日
  - 初春お茶の間寄席（千葉テレビ）
  - news TOKYO FLAG 輝け東京2023（TOKYO MX1）
  - かながわ旬菜ナビ 新春60分拡大スペシャル かながわ農業のミライ（テレビ神奈川）
  - LOVEかわさき 新春特番 ワカモノで輝くKAWASAKI〜未来のカタチ〜（テレビ神奈川）
- 11月4日 - 埼玉ビジネスウォッチ 放送1000回記念特別番組（テレビ埼玉）[436]
- 12月31日
  - ゆくデビル、くるデビル「関内デビル」年越し生放送&生配信スペシャル（テレビ神奈川）
  - 熱血!タイガース党 お〜んみそかSP（サンテレビ）

### BS・CS
- 1月1日
  - 新春落語研究会'23（BS-TBS・BS-TBS 4K）
  - 人生、歌がある〜お正月5時間スペシャル〜2023（BS朝日・BS朝日 4K）[442]
  - ぶらぶら美術・博物館 新春SP（BS日テレ・BS日テレ 4K）
- 1月1日（前編）・8日（後編） - 蛍原徹の真剣ゴルフ部ホトオープン!飛ばしの女王達が降臨!超豪華対決SP!!（BSJapanext）[8]
- 1月2日
  - 国分太一のTHE CRAFTSMEN 2時間スペシャル（BSJapanext）[8]
  - 西川貴教のバーチャル知事 〜超豪華!滋賀県人大集結SP〜（BSJapanext）※2H[8]
- 1月4日、3月22日、8月16日、12月27日 - ワタシが日本に住む理由 2時間SP（BSテレ東・BSテレ東 4K）
- 1月4日 - 福澤朗の本であそぶ。〜2022年話題の本 2時間スペシャル〜（BSJapanext）[8]
- 1月6日、2月10日、3月10日、24日、4月7日、14日、5月12日、6月2日、9日、7月14日、8月11日、9月8日、10月20日、11月10日、12月1日 - 徳光和夫の名曲にっぽん 2時間スペシャル（BSテレ東・BSテレ東 4K）
- 1月15日、9月5日、12月26日 - 霜降り明星のゴールデン☆80'S 2時間SP（BSフジ・BSフジ 4K）
- 1月27日 - ワールドプロレスリングリターンズ 4K2時間スペシャル〜1.4東京ドーム2023〜（BS朝日・BS朝日 4K）
- 2月9日 - カーグラフィックTV 1時間スペシャル（BS朝日・BS朝日 4K）
- 2月14日 - バナナマン日村が歩く!ウォーキングのひむ太郎 1時間スペシャル「浅草・スカイツリー周辺でGPSアート」編（BS朝日・BS朝日 4K）[443]
- 2月15日 - 京都ぶらり歴史探訪 2時間スペシャル「平安時代から令和まで繁栄のヒミツ」（BS朝日・BS朝日 4K）
- 2月16日 - 新 鉄道・絶景の旅 2時間SP「湯けむり&日本の冬景色 てっぱん路線たび」（BS朝日・BS朝日 4K）
- 2月21日 - OCHA NORMAの お茶の間さまの言うとおり 2時間生特番（BSJapanext）[444]
- 2月23日[445]、4月7日、9月1日 - ネコいぬワイドショー 2時間スペシャル（BS朝日・BS朝日 4K）
- 2月26日 - ウイスキペディアSP ジャパニーズウイスキー100年の軌跡と未来（BSフジ・BSフジ 4K）
- 3月4日、7月19日、10月25日 - 歌謡プレミアム特別版（BS日テレ・BS日テレ 4K）
- 3月7日、4月4日、12月26日 - ウチ、“断捨離”しました! 2時間SP（BS朝日・BS朝日 4K）
- 3月13日、7月10日、10月30日(2H) / 12月25日(5H) - 女子ゴルフペアマッチ選手権SP（BS朝日・BS朝日 4K）
- 3月21日
  - BSよしもと開局1周年記念!チーキーズ a GoGo!5時間生放送SP（BSよしもと）
  - BSよしもと開局1周年記念!ワシんとこ・ポスト!3時間生放送SP（BSよしもと）
- 3月29日 - 美しい日本に出会う旅 井上芳雄の酒旅 2時間SP（BS-TBS・BS-TBS 4K）[437]
- 4月6日、12月21日 - あなたの知らない京都旅〜1200年の物語〜 2時間SP（BS朝日・BS朝日 4K）
- 4月15日 - 中山優馬×ジャニーズJr. @YUMA HOUSE ファミリー大集合 みなさんと繋がる!生放送SP（BSJapanext）※2H[446]
- 4月16日 - 小山薫堂 東京会議 生放送スペシャル（BSフジ・BSフジ 4K）
- 4月29日、12月31日 - 飯尾和樹の『ずん喫茶』SP（BSテレ東・BSテレ東 4K）
- 4月29日 - SDGs特別編 植野食堂 ふるさと駅弁作りの旅（BSフジ・BSフジ 4K）
- 5月14日 - 報道1930 SDGs特別番組（BS-TBS・BS-TBS 4K）
- 5月21日 - BS演歌の花道 2時間超豪華共演スペシャル（BSテレ東・BSテレ東 4K）
- 7月1日 - おぎやはぎの愛車遍歴 ガレージのぞき見!2時間SP（BS日テレ・BS日テレ 4K）
- 7月5日 - ヒロシのぼっちキャンプSeason7 俺のオーストラリア2時間スペシャル（BS-TBS・BS-TBS 4K）
- 7月22日、12月16日 - 卓球ジャパン! 1時間SP（BSテレ東・BSテレ東 4K）
- 9月24日 - ゴルフ侍、見参! 10周年記念特別編〜七人の侍〜（BSテレ東・BSテレ東 4K）
- 12月24日
  - 激論!クロスファイア 年末2時間スペシャル（BS朝日・BS朝日 4K）
  - BS朝日 日曜スクープ 年末4時間SP（BS朝日・BS朝日 4K）
- 12月29日 - となりのスゴイ家 アワード2時間SP（BSテレ東・BSテレ東 4K）
- 12月31日〜2024年1月1日
  - ドランク塚地のふらっと立ち食いそば ゆく蕎麦くる蕎麦 年越しそば三昧SP!（BS日テレ・BS日テレ 4K）
  - 年越しもサウナを愛でたい〜大開運&大発表SP〜（BS朝日・BS朝日 4K）

#### NHK BS1・BSプレミアム・BS4K・BS8K
- 4月16日 - 街角ピアノスペシャル ハラミちゃん パリを行く（NHK BS1）

## FIBAバスケットボール・ワールドカップ2023
関連番組
- 7月9日（8日深夜） - ギョーカイミトリズ7〜業界分かる1枚図 “バスケ編” 〜（テレビ朝日）
- 8月20日
  - バスケW杯開幕直前!!ガチで楽しめる!!テレビ観戦ガイド（テレビ朝日）
  - 開幕直前!バスケットボールW杯 〜東海地方から熱く盛り上げようSP〜（中京テレビ）
- 8月25日 - バスケW杯が沖縄にやってきた! 〜日本初戦 直前特番〜（NHK沖縄放送局 / NHK総合（沖縄））
- 9月8日 - バスケットボールW杯特番「歴史を変えた男たち 緊急生出演SP」（日本テレビ）[447]
- 9月9日 - 緊急特報!バスケW杯 沖縄の歓喜と感動をもう一度〜完全保存版〜（テレビ朝日）[448]

出演者など
- 日本テレビ系
  - メインキャスター：田中圭[449]
  - レジェンドキャスター：田臥勇太（元NBAプレーヤー、宇都宮ブレックス）
  - 解説：佐々木クリス（バスケットボールアナリスト）
- テレビ朝日系
  - スペシャルブースター：広瀬すず[450]
  - 解説：馬瓜エブリン（2020年東京オリンピック女子銀メダリスト、デンソーアイリス）
- 両局共通
  - 番組テーマ曲：藤井風「Workin' Hard」[451]

## ラグビーワールドカップ2023
関連番組
- 9月8日 - ラグビーワールドカップ2023 もっと楽しめる!開幕直前スペシャル（NHK総合）
- 9月10日 - 日本ラグビーを支えるスゴい人 OneTeamで世界の頂点へ（テレビ東京）
- 9月16日 - ラグビーワールドカップ2023 最大のライバルとの大一番直前SP（日本テレビ）
- 9月17日 - NHKスペシャル“強者のラグビー”へ ワールドカップ日本代表（NHK総合）
- 10月7日 - ラグビーワールドカップ2023 あす運命の10.8決戦SP（日本テレビ）
- 10月14日 - ラグビーワールドカップ2023 いよいよ決勝トーナメント突入!準々決勝直前SP（日本テレビ）
- 10月28日 - ラグビーワールドカップ2023 いよいよ世界一が決定!決勝直前SP（日本テレビ）

出演者など
- NHK
  - 番組テーマ曲：MISIA & Rockon Social Club「傷だらけの王者」[452]
- 日本テレビ系
  - スペシャルMC：上田晋也（くりぃむしちゅー）[453]
  - スペシャルサポーター：櫻井翔（嵐）[453]
  - 番組テーマ曲：嵐「BRAVE」[454]

## 世界陸上2023ブダペスト・2023年アジア競技大会
出演者など
- TBS系
  - 総合司会：江藤愛、石井大裕（TBSアナウンサー）
  - スペシャルキャスター：高橋尚子
  - アジア大会応援団：杉谷拳士[455]
  - アジア大会アスリートプレゼンター：斎藤佑樹[456]
  - 番組テーマ曲：星野源「生命体」[457]